# 近衛兵 (イギリス)

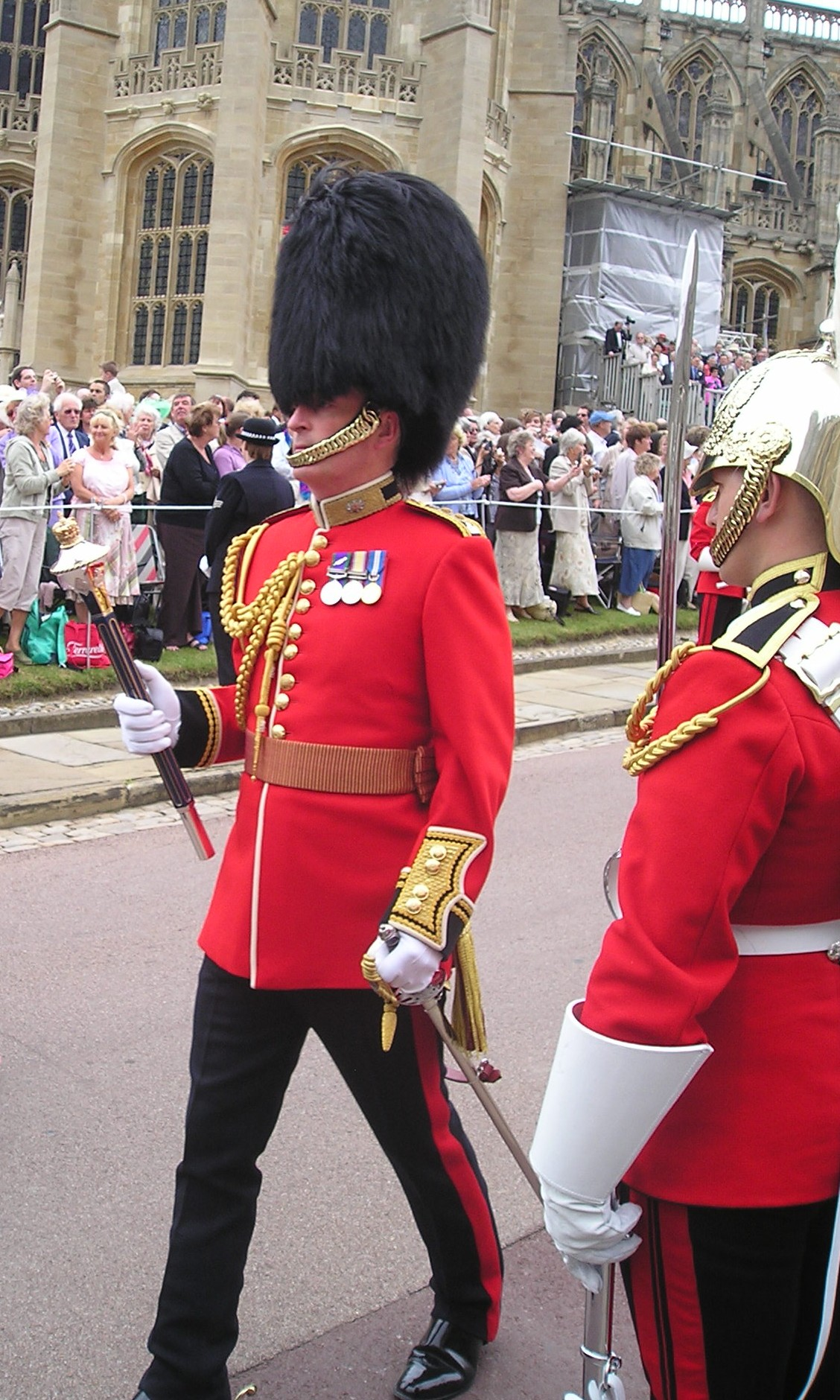
コールドストリームガーズの連隊長代理と下馬正装のライフガーズ連隊員。

イギリス近衛兵（イギリスこのえへい）は、イギリス陸軍近衛師団 (Guards Division) 麾下の各部隊に所属する兵士である。君主の警護や衛兵任務だけでなく、一般部隊と同様に実戦部隊としての任務もこなしており、そのための訓練を受け、最新の装備も支給されている。
現在でも、バッキンガム宮殿やウィンザー城等において英国陸軍の近衛兵が衛兵勤務に就いている。衛兵は直立不動の姿勢で警衛を行い、衛兵交代式は観光資源のひとつとなっている。歩兵部隊の正装は赤い上着に熊の毛皮の帽子 (Bearskin) で有名であり、連隊によって制服のボタンの配列と帽子の飾りに差異がある。騎兵部隊はジャケットの色が連隊により異なる。
また、イギリスには王室騎兵や近衛師団傘下の近衛連隊の他にも、恒常的に衛兵任務部隊へ配属されている王立騎馬砲兵部隊(Royal Horse Artillery) や、儀式の際に国王・女王の護衛を務める Sovereign's Bodyguard と呼ばれる部隊が存在する。本項ではこれらの衛兵部隊についても述べる。

## 近衛部隊の編制

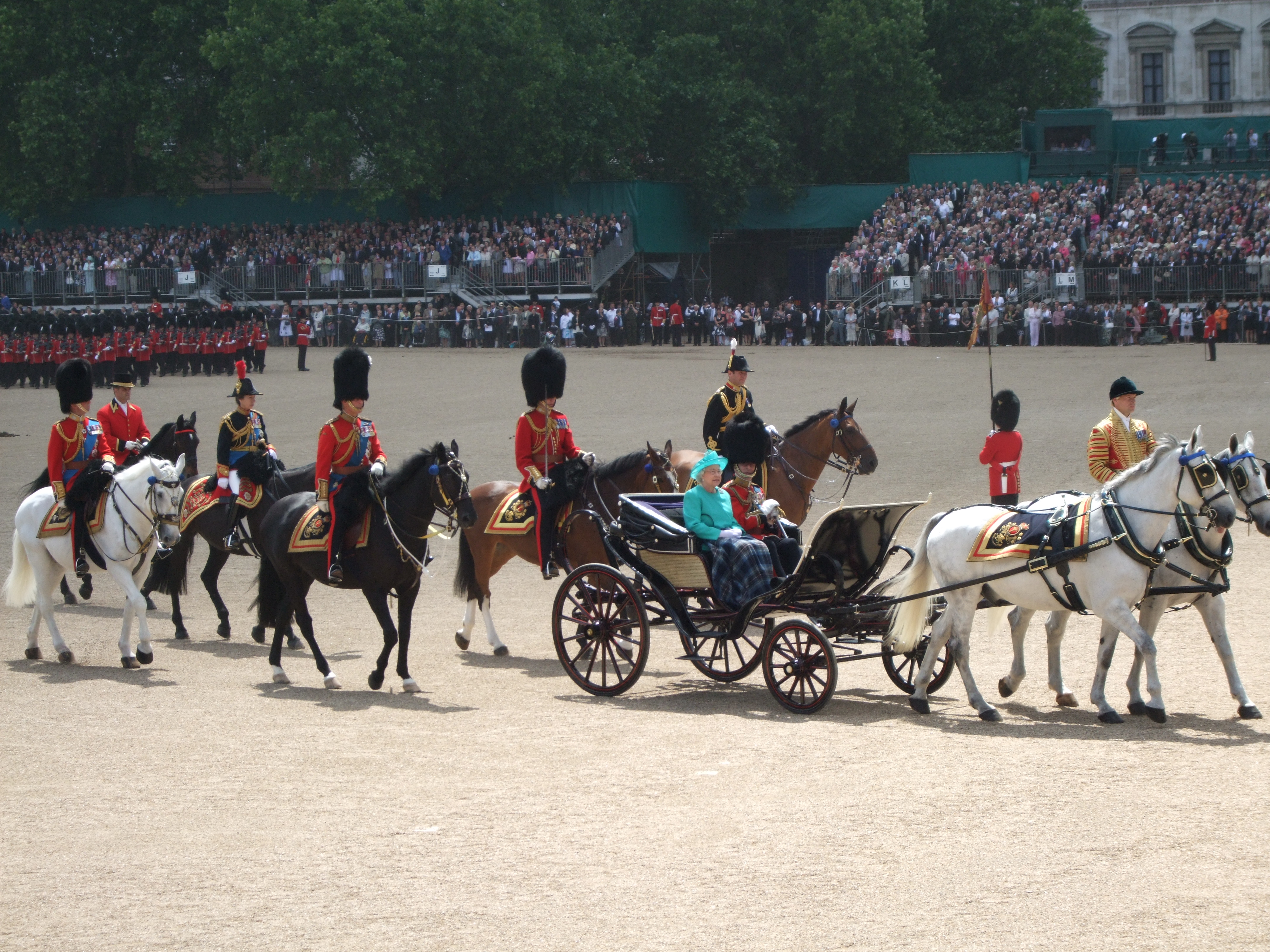
近衛連隊の制服を着て2008年トゥルーピング・ザ・カラー（軍旗敬礼分列式）に臨むロイヤルファミリー。

近衛部隊を総括する組織として王室師団（Household Division）が置かれ、王室騎兵（Household Cavalry）2個連隊と近衛歩兵（Foot Guards）5個連隊を擁している。王室師団長はロンドン管区（London District）司令官を兼ねている。
一方、管理単位として近衛師団 (Guards Division) が置かれ、近衛歩兵5個連隊と予備役部隊である国防義勇軍 (Territorial Army(TA)) のロンドン連隊 (London Regiment) がその管理下にある。
イギリス陸軍の各連隊には軍楽隊が置かれていたが1994年に分離され、陸軍音楽学校を母体として編成された陸軍音楽軍団 (Corps of Army Music) の下に編入された。そのため、現在では各近衛連隊の軍楽隊も陸軍音楽軍団の傘下にあるが、式典等の際は元の連隊と行動を共にする。
（右の写真）馬車に乗ったエリザベス2世（水色の服）の横にグレナディアガーズ連隊の制服を着たフィリップ王配、後にウェルシュガーズ連隊の制服を着たチャールズ皇太子（手前左から4人目）、ブルーズ・アンド・ロイヤルズ連隊の制服を着たアン王女（手前左から3人目）、スコッツガーズ連隊の制服を着たケント公（左端） が従っている。

### 王室騎兵

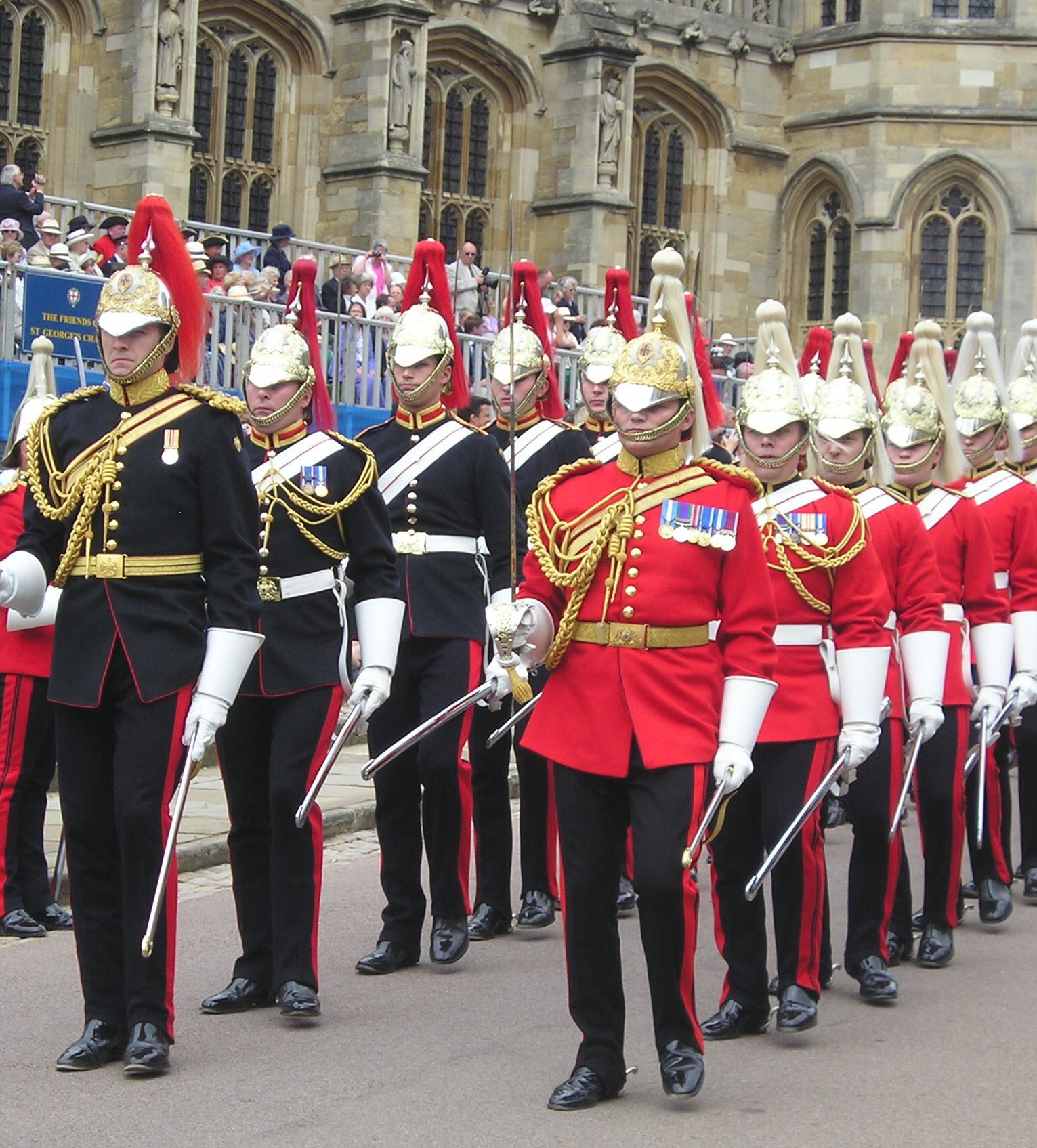
徒歩行進中の王室騎兵隊
赤い服がライフガーズ連隊で、紺の服がブルーズ・アンド・ロイヤルズ連隊。

- 各騎兵連隊は3個中隊からなり、シミター偵察装甲車等が配備されている。
- 3個中隊のうち交代で1個中隊がバッキンガム宮殿やウィンザー城の乗馬による衛兵勤務をする。残りの2個中隊は訓練や、機甲旅団に派遣されて偵察任務に就いている｡
- 各連隊の衛兵勤務に就く中隊により、王室騎兵乗馬連隊 (Household Cavalry Mounted Regiment) が編成される。

### 近衛歩兵

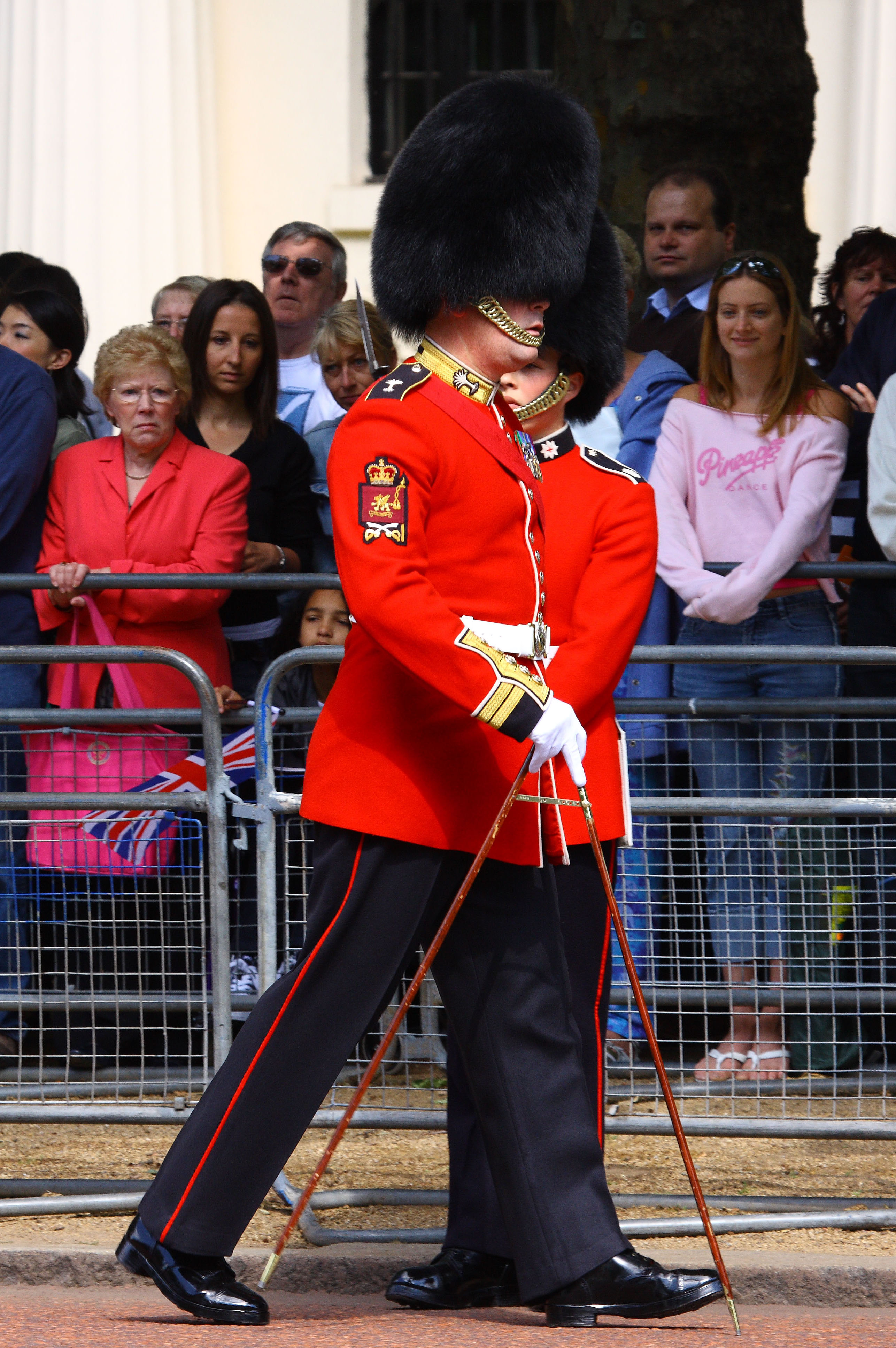
ウェルシュガーズ連隊曹長とコールドストリームガーズ連隊兵士。曹長が持っているのは、行進訓練用のコンパス。これで兵士に行進時の歩幅を叩き込む。

- 近衛歩兵連隊のうち、アイリッシュガーズ連隊とウェルシュガーズ連隊は第1大隊（第2以下の大隊は廃統合された。）のみの3個中隊編制に軍楽隊を加えた編成である（英国の連隊参照）。
- グレナディアガーズ連隊とコールドストリームガーズ連隊、スコッツガーズ連隊には第1大隊、軍楽隊の他に増強中隊が置かれ、通年ロンドン警備を実施している。増強中隊の名称はグレナディアガーズがナイメーヘン中隊、コールドストリームガーズが第7中隊、スコッツガーズがF中隊である。
- どの近衛歩兵連隊も第1大隊は3個小銃中隊、支援中隊（偵察小隊、対戦車小隊、迫撃砲小隊、狙撃小隊で構成）、大隊本部中隊（輸送小隊、衛生班、通信小隊で構成）で構成されている。
- 各大隊にはドラム隊が、それに加えて、スコッツガーズとアイリッシュガーズの大隊にはパイプ隊も置かれている。

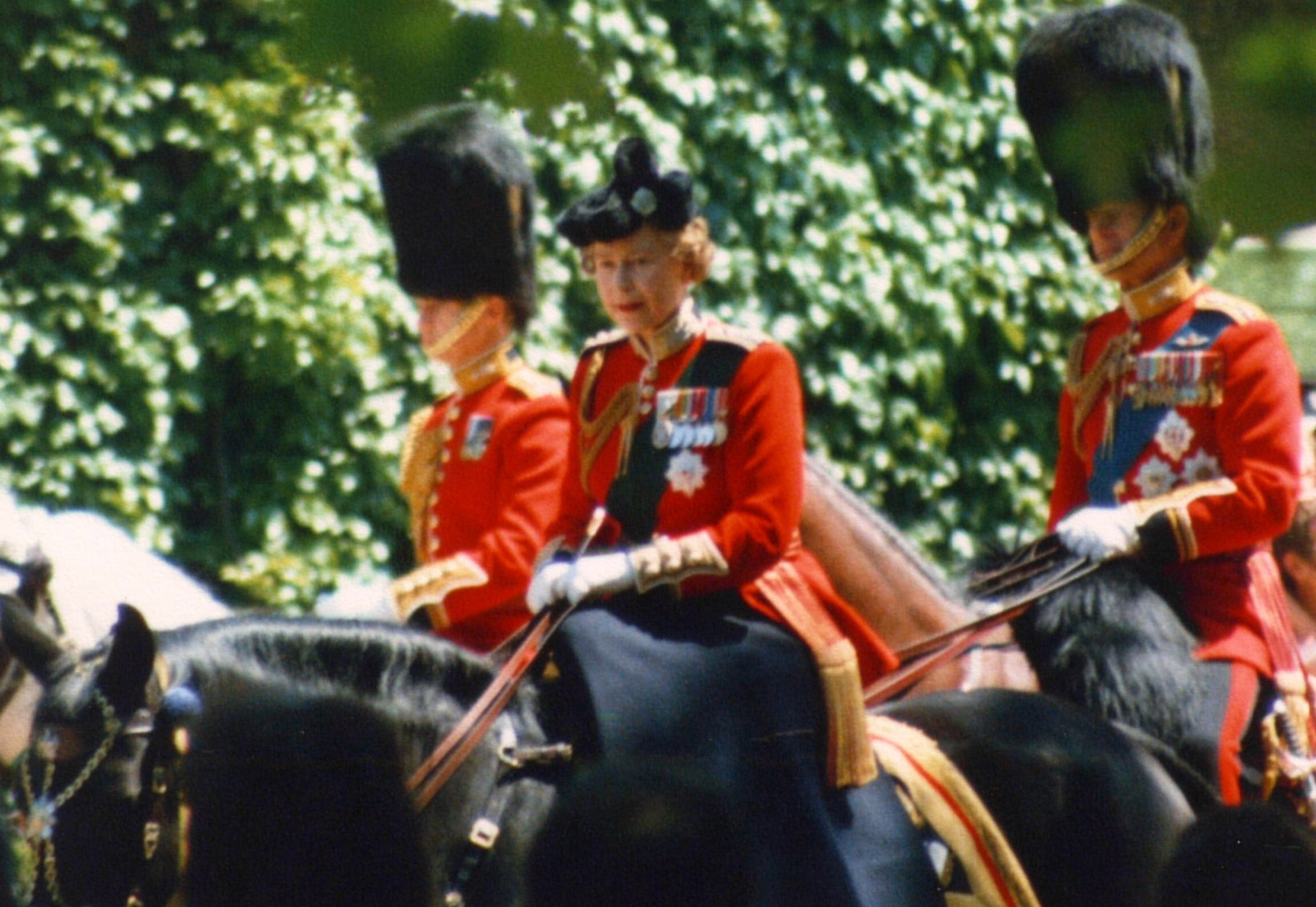
スコッツガーズ連隊の制服を着てトゥルーピング・ザ・カラーに臨むエリザベス女王。女王に従うフィリップ王配とチャールズ皇太子はグレナディアガーズ連隊の制服を着ている。
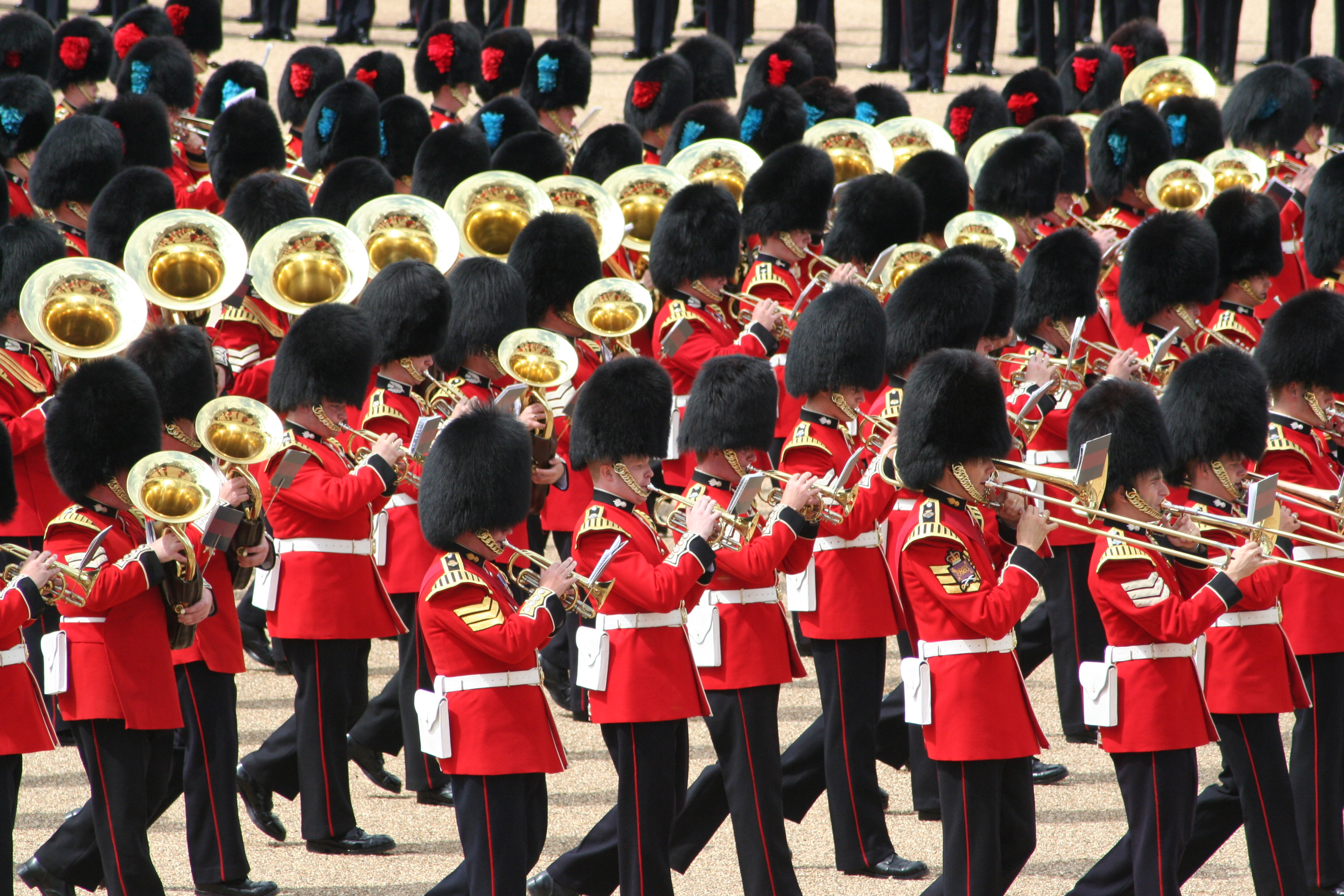
近衛歩兵連隊の軍楽隊 連隊毎に帽子の飾り羽が異なる

### 衛兵任務部隊

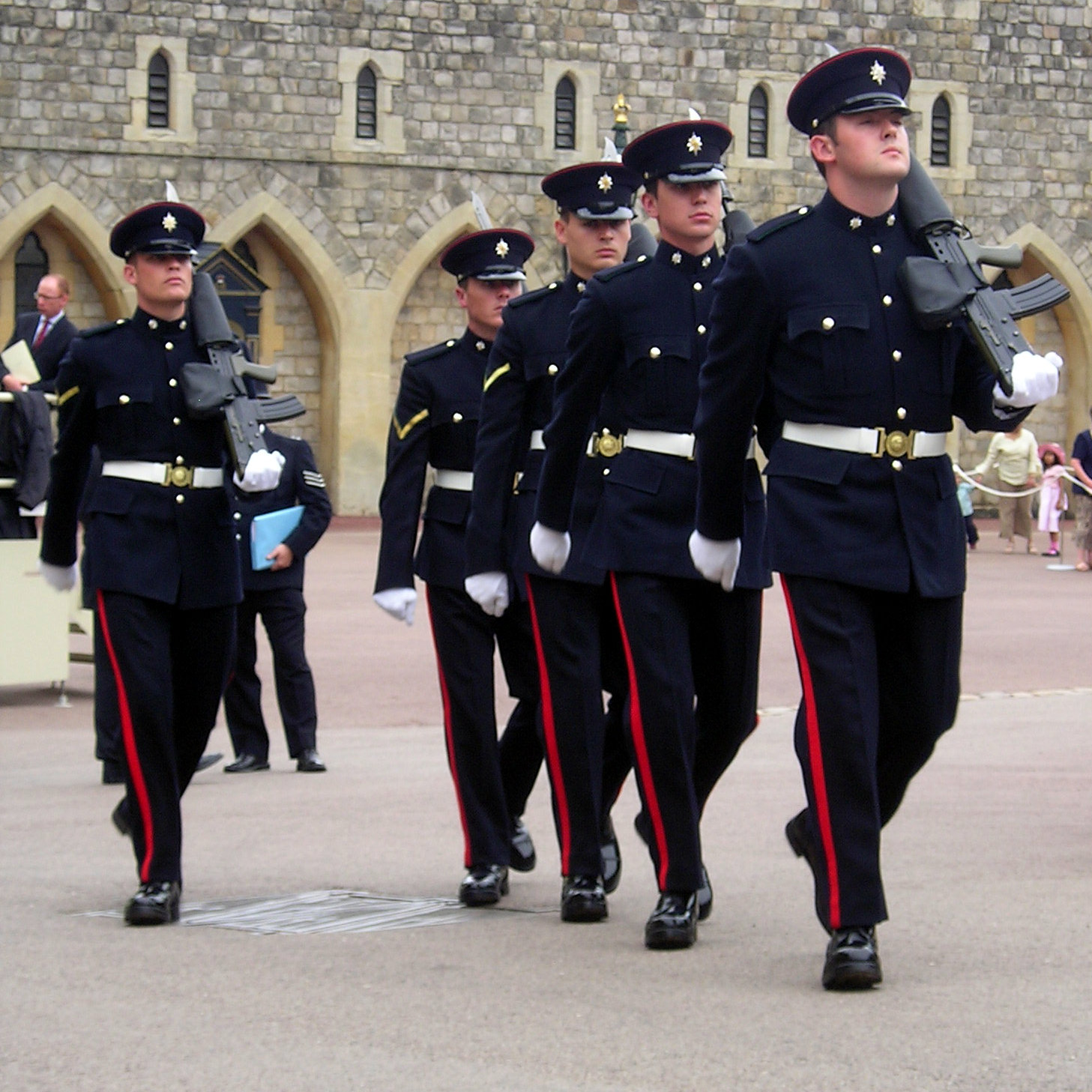
ウィンザー城での衛兵任務に就く、ウースターシャー・アンド・シャーウッド・フォレスターズ (Worcestershire and Sherwood Foresters) 。

王室警備の実務はロンドン管区（London District）の管轄下、ロンドン警備の任にある部隊が行なっている。ロンドン警備はイギリス陸軍の各歩兵連隊から3個大隊が数年毎のローテーション（期間は2年間）で、うち2個大隊が5個ある近衛歩兵連隊第1大隊から、残りの1個大隊が近衛連隊以外の歩兵連隊から割り当てられる。ロンドン警備に就いている3個大隊は近衛連隊でなくても儀仗任務（王室警護）に交代で就くことになる。またイギリス陸軍だけでなく、他のイギリス連邦に所属している国の歩兵部隊もロンドンに派遣され、衛兵勤務に就くことがある。
ロンドン管区の麾下に、ロンドンで衛兵勤務に就く近衛部隊によって王室部隊 (Household Troops) が編成される。
この部隊には、各近衛歩兵連隊の増強中隊、王室騎兵乗馬連隊及びローテーションによりロンドン警備の任にある近衛歩兵大隊の他に、王立騎馬砲兵・国王中隊 (King's Troop, Royal Horse Artillery) が所属する。

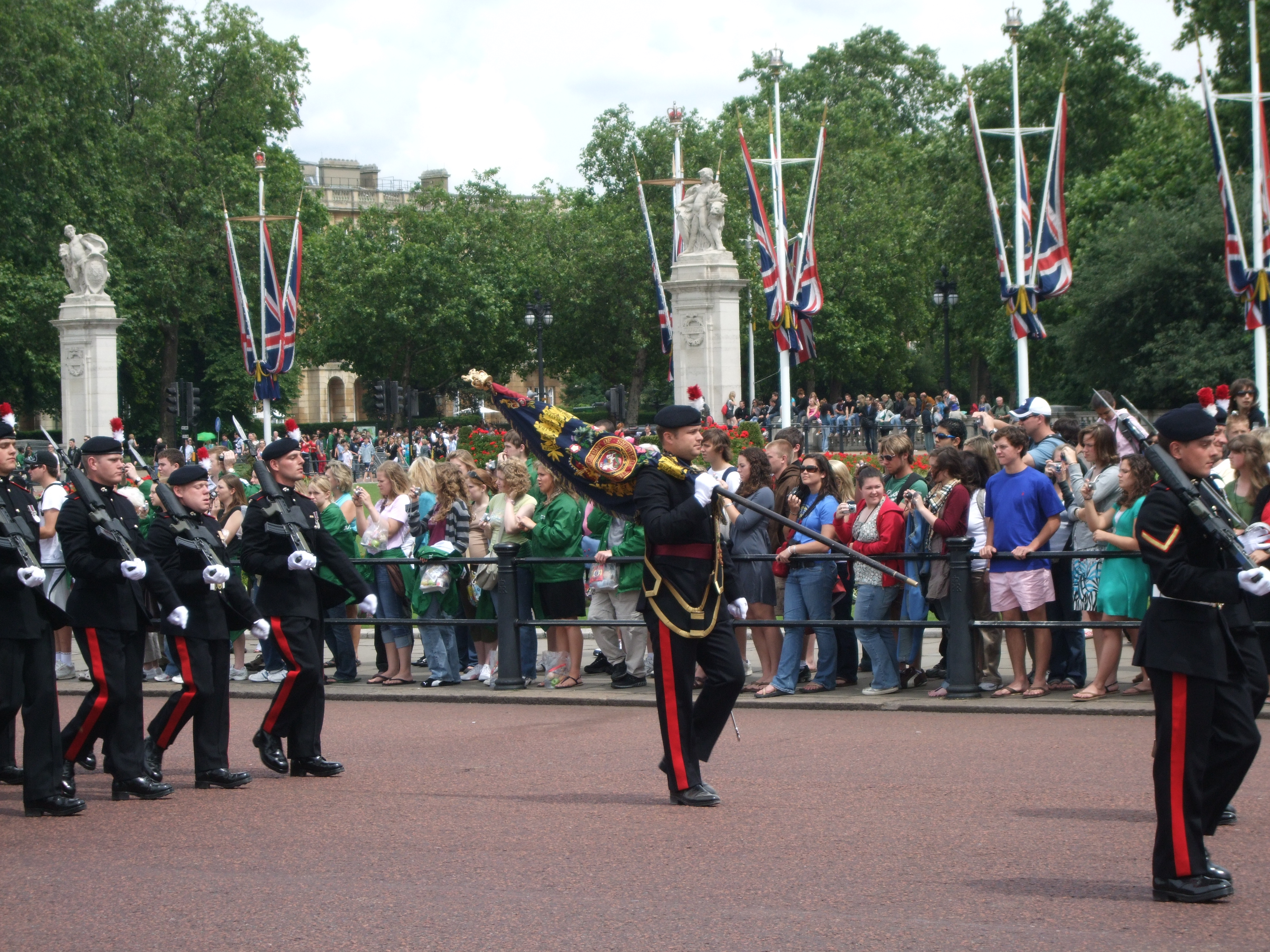
バッキンガム宮殿の衛兵交代式に於けるロイヤル・フュージリアーズ連隊。

イギリス陸軍（近衛部隊と儀仗任務）も参照

## 騎兵連隊

### ライフガーズ

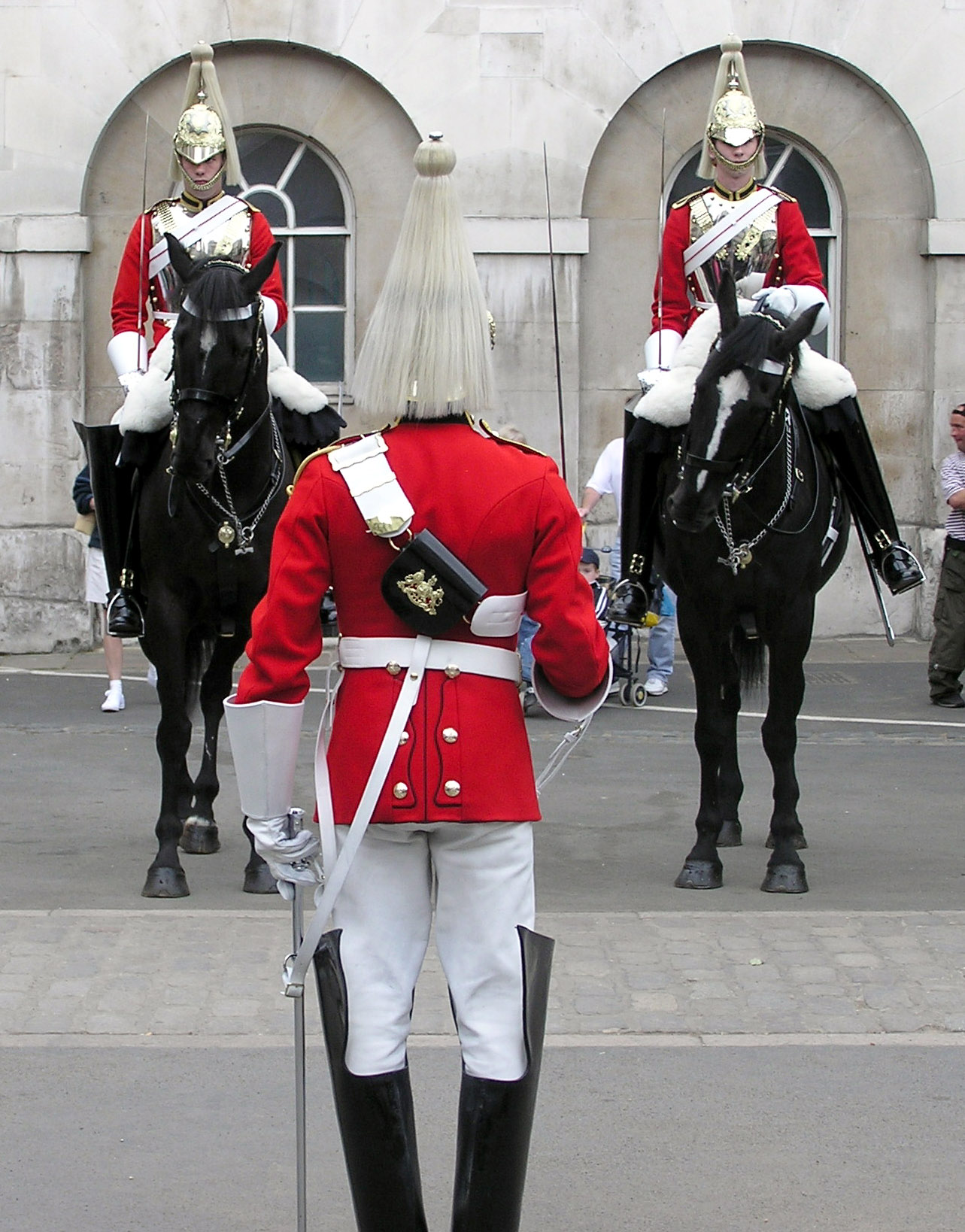
ライフガーズ連隊の儀式。2005年6月撮影。

ライフガーズ（Life Guards）は清教徒革命期に設立された王党派の騎馬隊が王政復古時に騎兵中隊となり、後に再編成されて出来た連隊である。
清教徒革命により大陸へ亡命中のチャールズ皇太子（後のチャールズ2世）のためにオランダで編成された騎馬護衛隊（Royal Mounted Bodyguard 又は Life Guard）が近衛騎兵 (Horse Guards) 第一中隊、ジョージ・マンク将軍（en）の騎馬部隊が第二中隊、チャールズの弟で後にジェームズ2世になるヨーク公の騎馬護衛隊が第三中隊として、1660年のロンドン入城に同行した。
その後、第四中隊の新設、騎馬擲弾兵 (Horse Grenadier Guards) の独立、2個中隊への再編を経て、1788年に第1及び第2近衛騎馬擲弾兵中隊 (First/Second troop of Horse Grenadier Guards) を再統合して、ライフガーズ第1連隊及び同第2連隊に再編された。そして、1922年にライフガーズ第1連隊及び同第2連隊が統合されてライフガーズとなった。

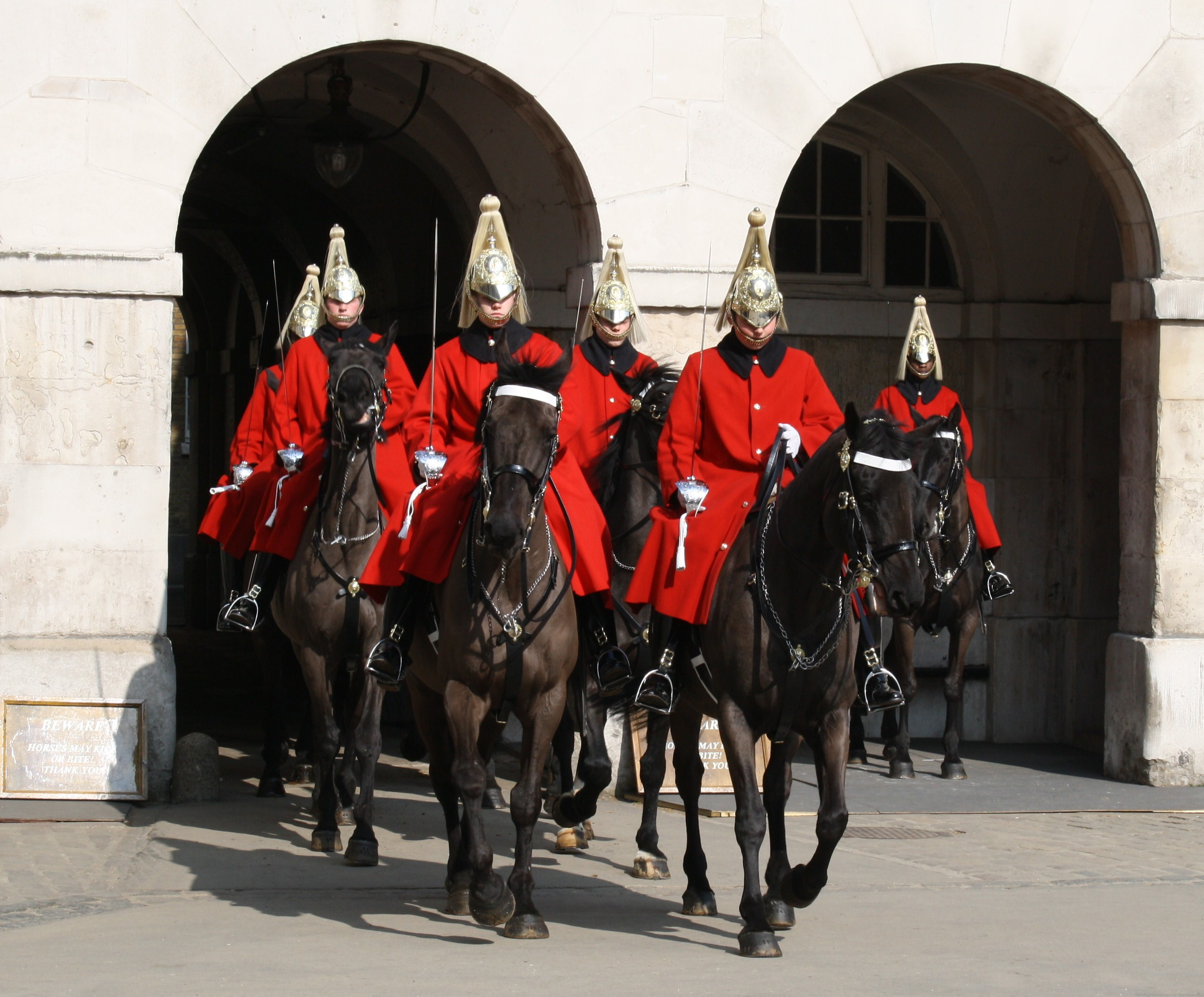
正装用外套を着たライフガーズ連隊

### ブルーズ・アンド・ロイヤルズ

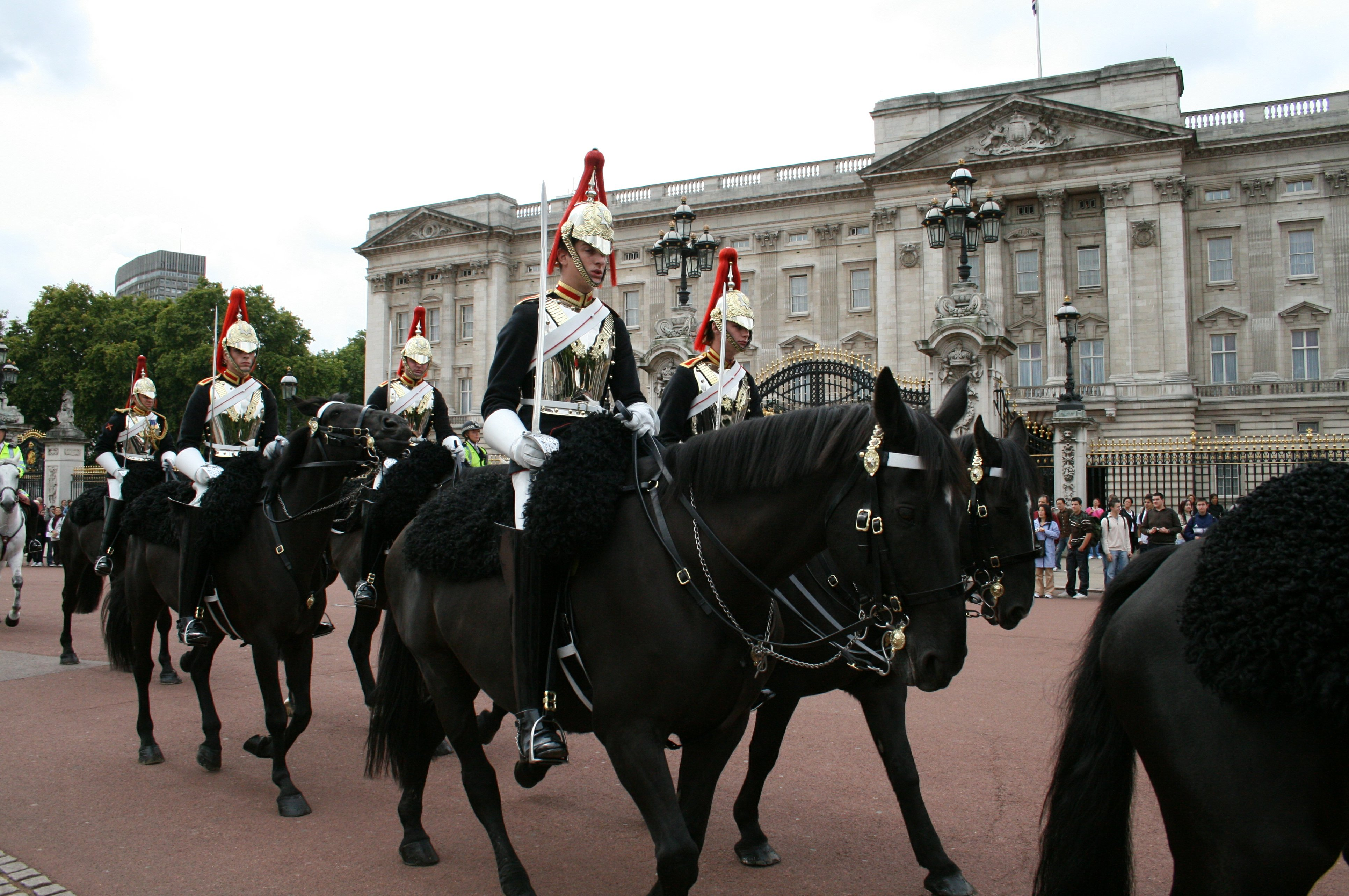
ブルーズ・アンド・ロイヤルズ連隊兵士

1650年にオリバー・クロムウェルが創設し、1821年に王室騎兵隊 (Household Cavalry) の一員となったロイヤル・ホースガーズ（Royal Horse Guards / 通称: (Blues) ）と1661年に旧王党派の兵士を集めて設立された第1ロイヤル竜騎兵連隊（1st The Royal Dragoons / 通称：ロイヤルズ (Royals) ）が1969年に統合されてブルーズ・アンド・ロイヤルズ（Blues and Royals）となった。
統合後の初代副隊長は、アンドリュー・パーカー・ボウルズ大尉（当時）であった。
2006年4月にヘンリー王子が配属された。

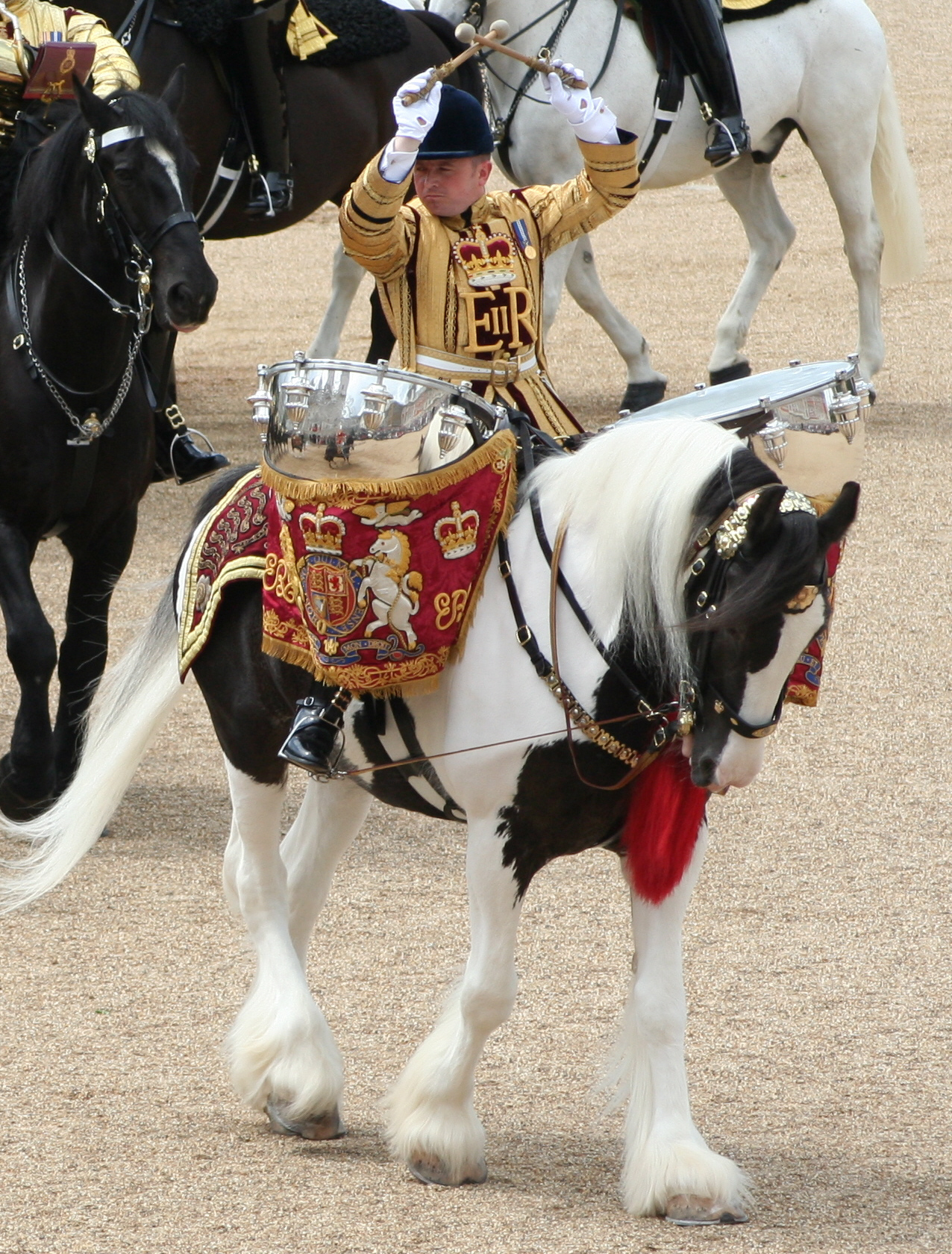
トゥルーピング・ザ・カラーのブルーズ・アンド・ロイヤルズ連隊ドラム手。

## 歩兵連隊

### グレナディアガーズ

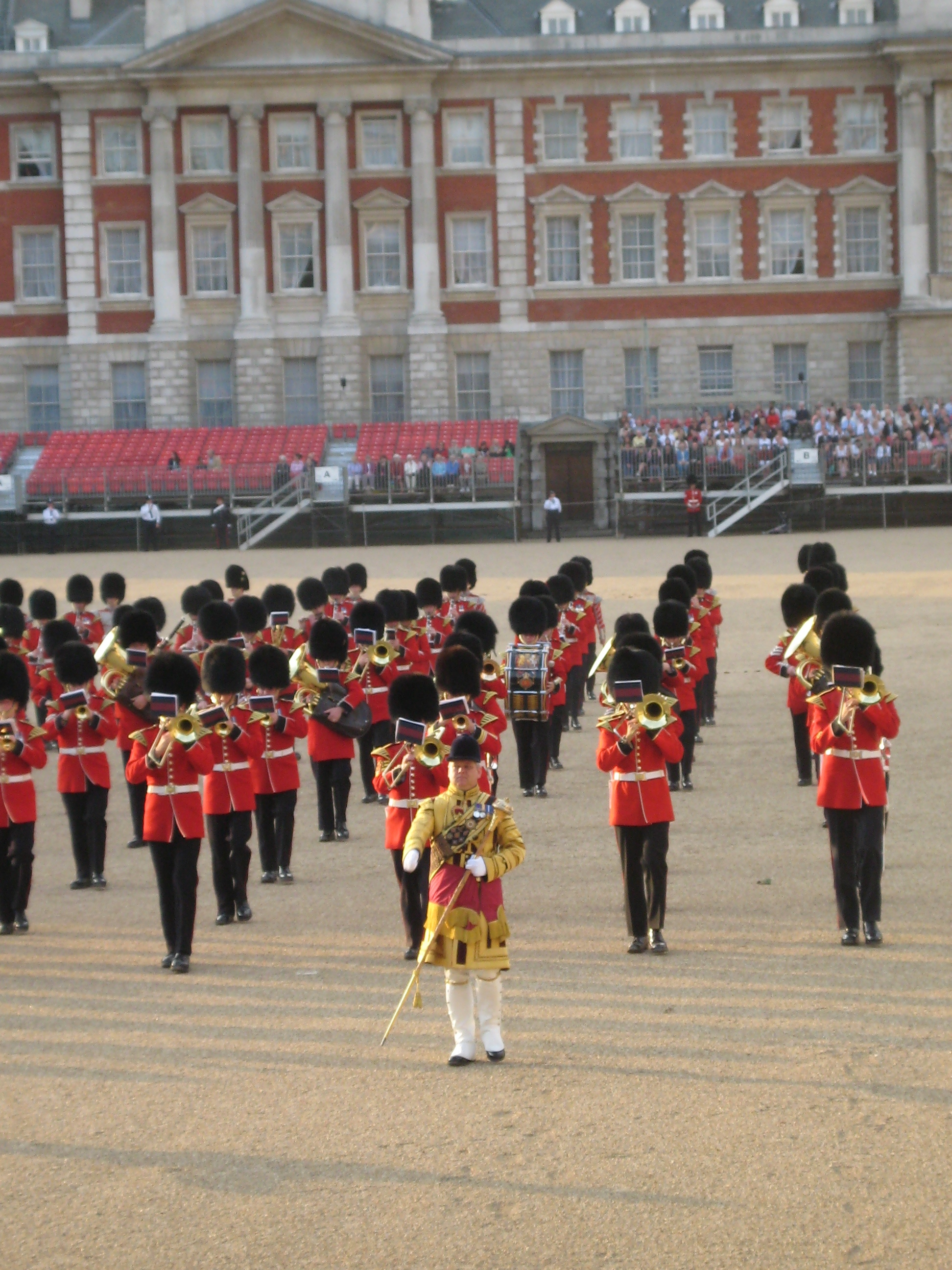
グレナディアガーズ連隊軍楽隊

近衛擲弾兵連隊或は擲弾兵近衛連隊と訳される場合もある。グレナディアガーズ（Grenadier Guards）の起源はピューリタン革命により大陸へ亡命中のチャールズ皇太子（後のチャールズ2世）の護衛隊として1656年にブルッヘで創設された、ロード・ウェントワース近衛歩兵連隊 (Lord Wentworth's  Foot Guards / Royal Regiment of Guards) と、1660創立のジョン・ラッセル近衛歩兵連隊 (John Russell's  Foot Guards) であり、1665年に統合されて近衛歩兵第一連隊 (1st Regiment of Foot Guards) となった。ワーテルローの戦いでフランス大陸軍の最精鋭部隊とされていた皇帝近衛擲弾歩兵連隊を破ったことから、1815年に第一又は擲弾兵近衛歩兵連隊（1st or Grenadier Regiment of Foot Guards）と改名され、擲弾兵の象徴であったベアスキン（熊皮帽）を着用するようになった。そして、ベアスキンはコールドストリームガーズとスコッツガーズでも1831年から着用されるようになり、現在では近衛歩兵の象徴となっている。
1993年までは第1大隊の3個中隊のうち交代で1個中隊がバッキンガム宮殿やウィンザー城の衛兵警備を実施し、残りの2個中隊は訓練や機甲旅団に派遣され、ウォリアー装甲車による装甲歩兵中隊またはチャレンジャー戦車による戦車中隊の任務に就いていた。
1993年に始まった兵力削減により1994年に第2大隊が活動休止となり、伝統は代わりに編成されたナイメーヘン中隊に受け継がれた。同中隊は通年、儀仗任務（王室警護）を行う独立中隊である。第1大隊は数年毎にローテーションで割り当てられるロンドン警備の際に交代で儀仗任務に就き、それ以外の期間は機甲部隊または空中強襲部隊に派遣される。
正装の上着のボタンは等間隔に８個、帽子の羽根飾りは左側に白。

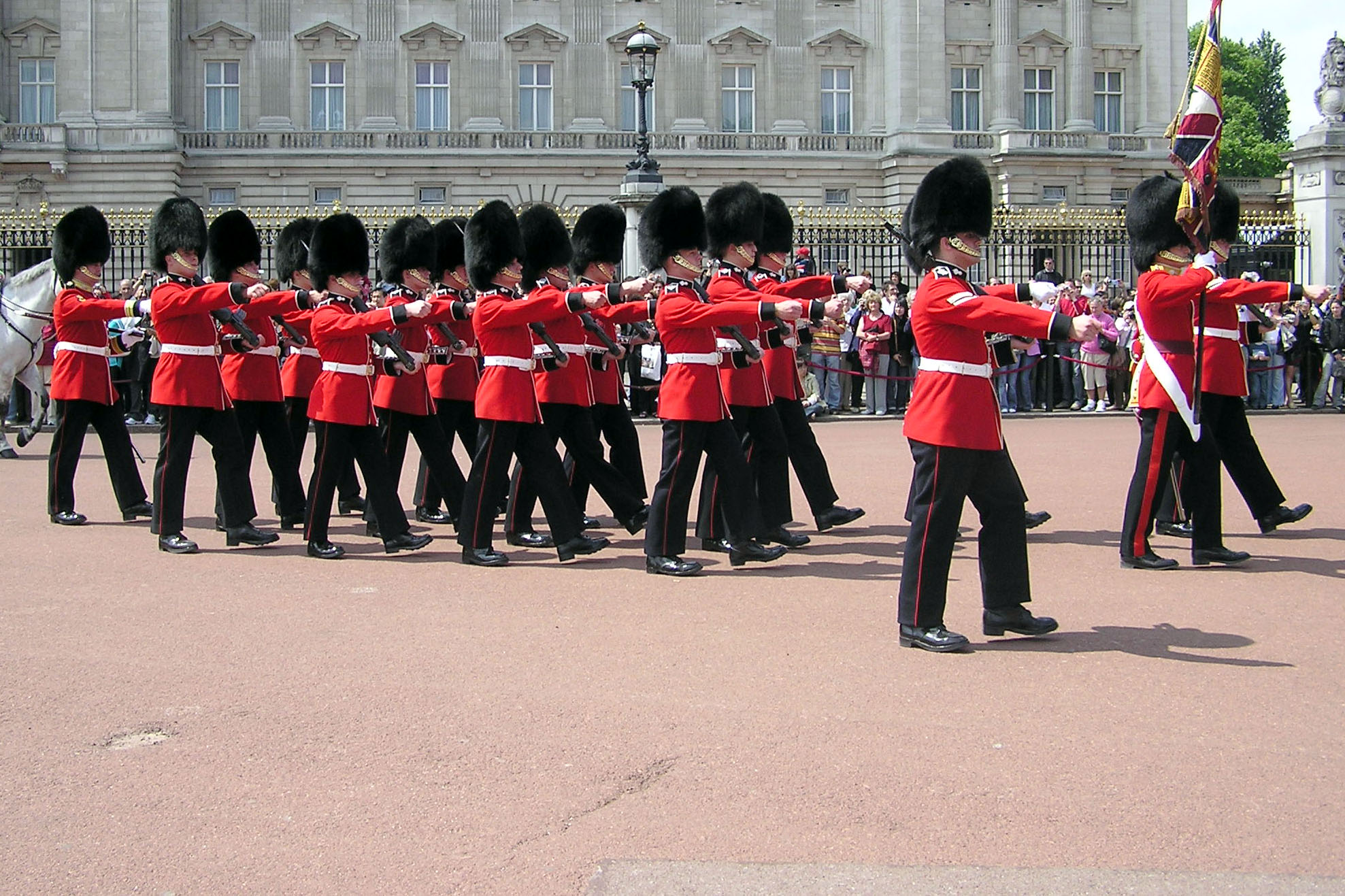
バッキンガム宮殿の衛兵交代式におけるグレナディアガーズ連隊。2005年6月撮影。
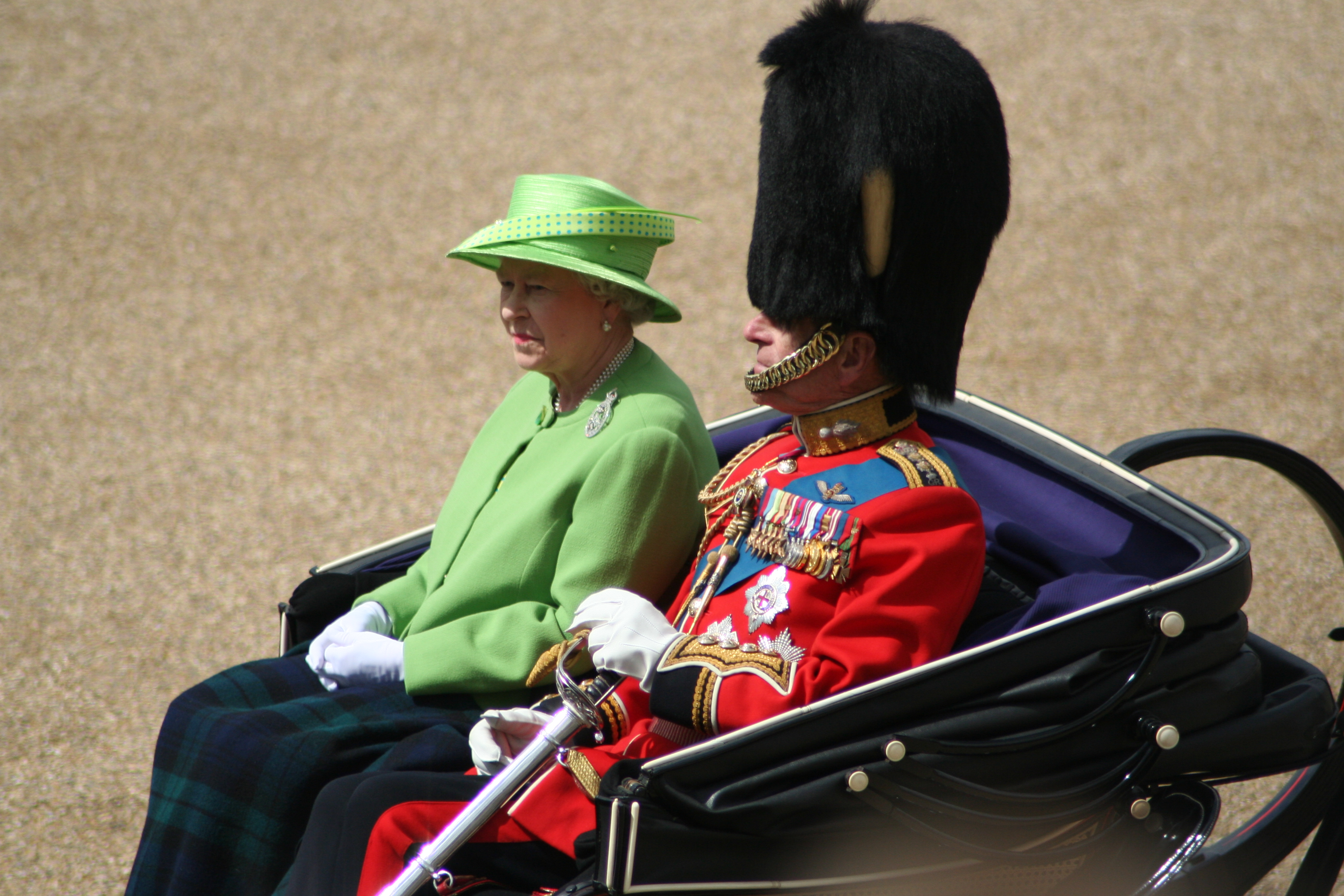
グレナディアガーズの制服を着たエジンバラ公。

### コールドストリームガーズ

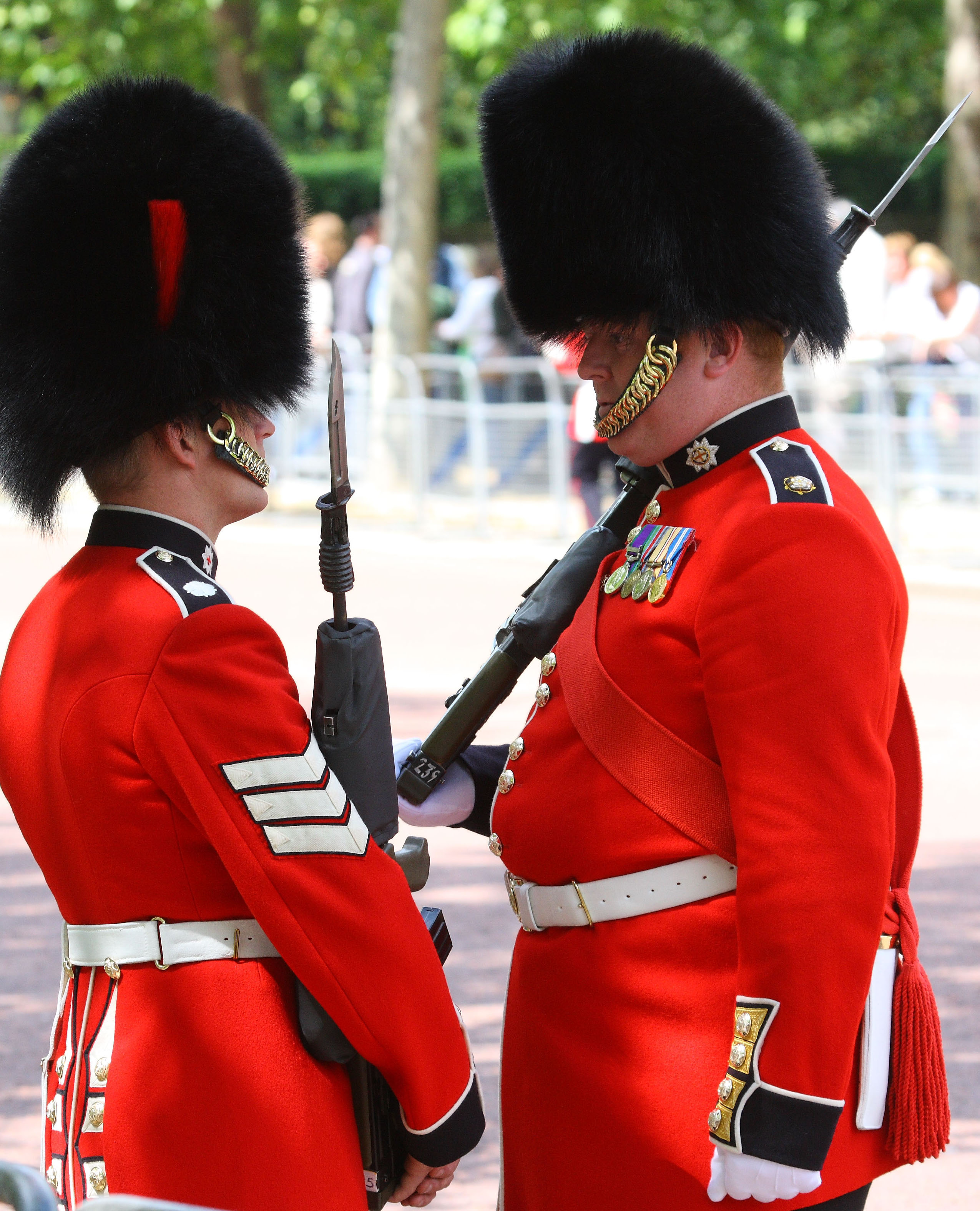
衛兵勤務中のコールドストリームガーズ連隊上級下士官

コールドストリームガーズ（Coldstream Guards）は、チャールズ1世時代に失脚し、ピューリタン革命後議会派に付いたジョージ・マンクがマンク歩兵連隊 (Monck's Regiment of Foote) として1650年に創設した部隊であり、継続して任務に就いている部隊としては世界最古である。ちなみに、マンク将軍の騎兵部隊は、後にライフガーズの第2中隊となった。王制復古の際はスコットランドのコールドストリームにイングランド共和国の部隊として駐留していたが、王党派に付いてチャールズ2世のロンドン入城に同行した。そのため、現在でも募兵の際はこの時に通った沿道地域 （イングランド側） 出身者を優先採用している。部隊名のコールドストリームはこの町の名前によるもので、チャールズ2世が近衛第2連隊と名付けようとしたところ、”第2”とされることを兵士達が拒否したためにこの部隊名になったという逸話がある。1661年にロードジェネラルズ近衛歩兵連隊 (The Lord General's Regiment of Foot Guards) 、1670年に "2nd or Coldstream Guards" と改名された後、現在の名前となった。
湾岸戦争ではクウェートに派遣されている。
正装の上着のボタンは2個ずつ4組で計8個、帽子の羽根飾りは右側に赤。

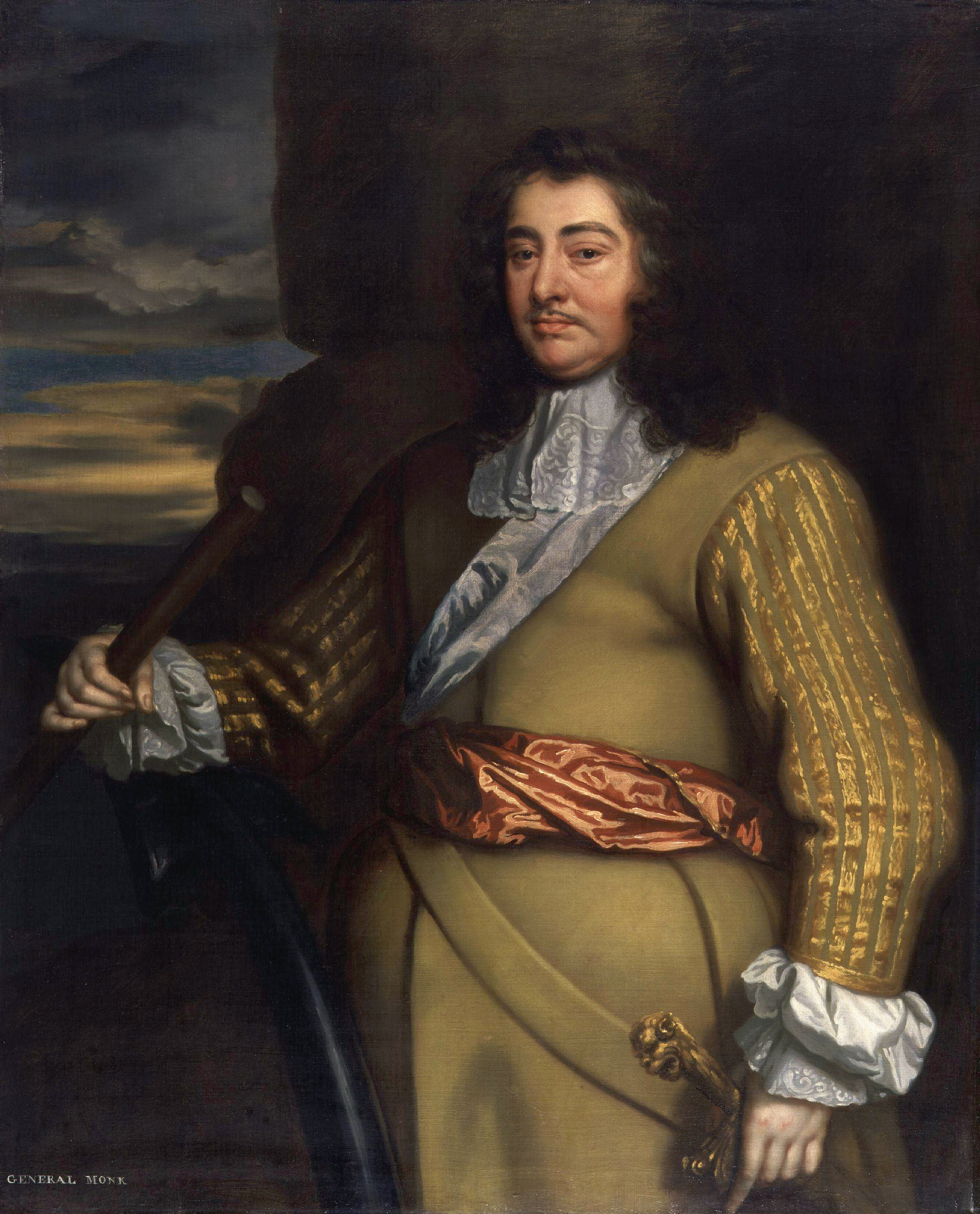
コールドストリームガーズ連隊の創立者ジョージ・マンク。
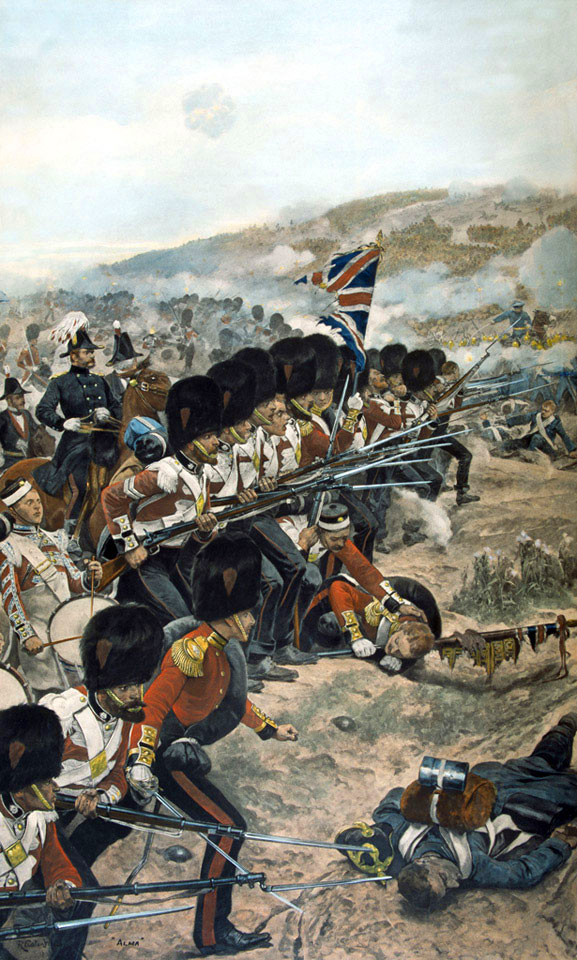
クリミア戦争の緒戦アルマ川の戦いで突撃するコールドストリームガーズ連隊。

### スコッツガーズ

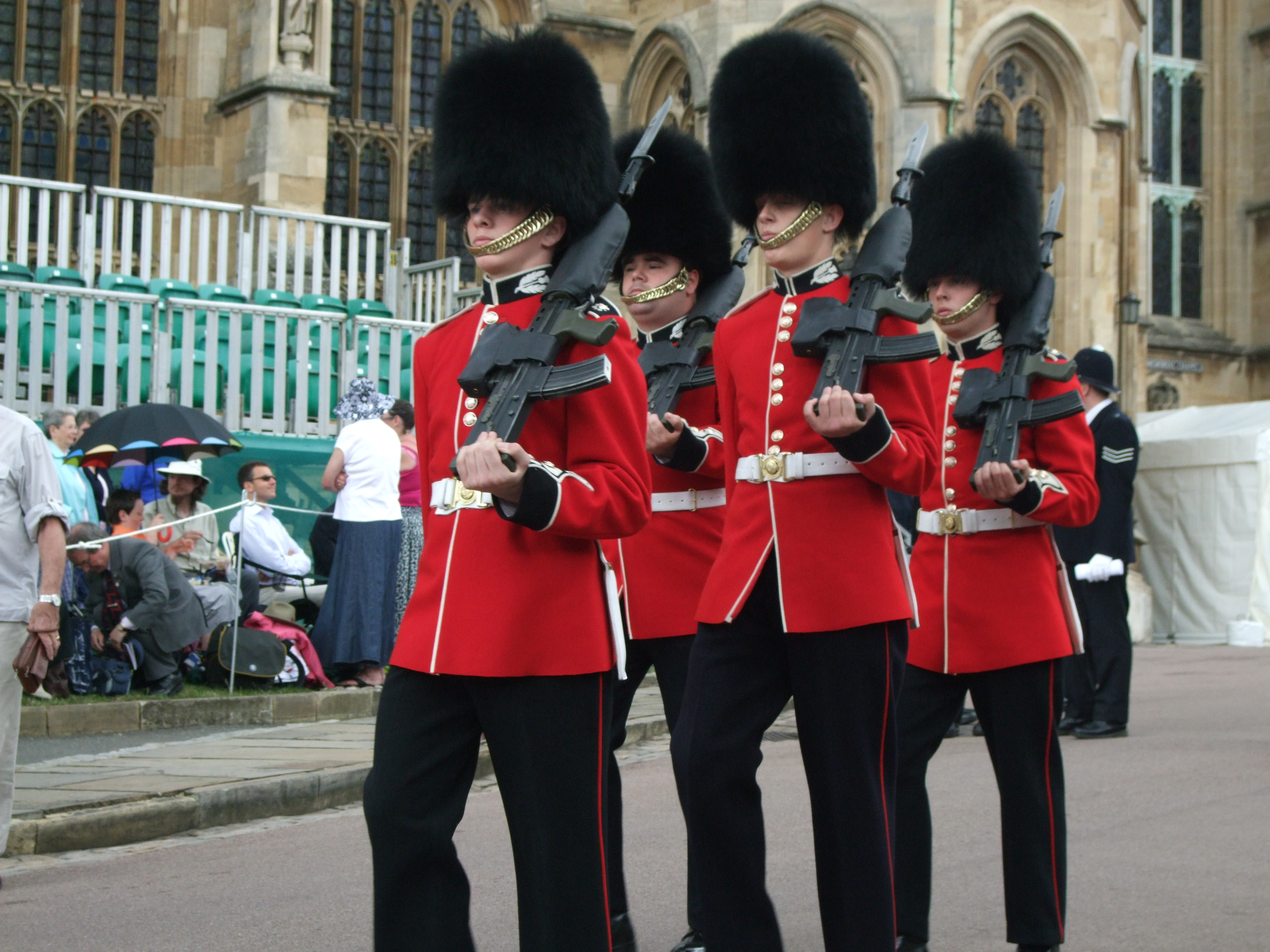
スコッツガーズ連隊兵士

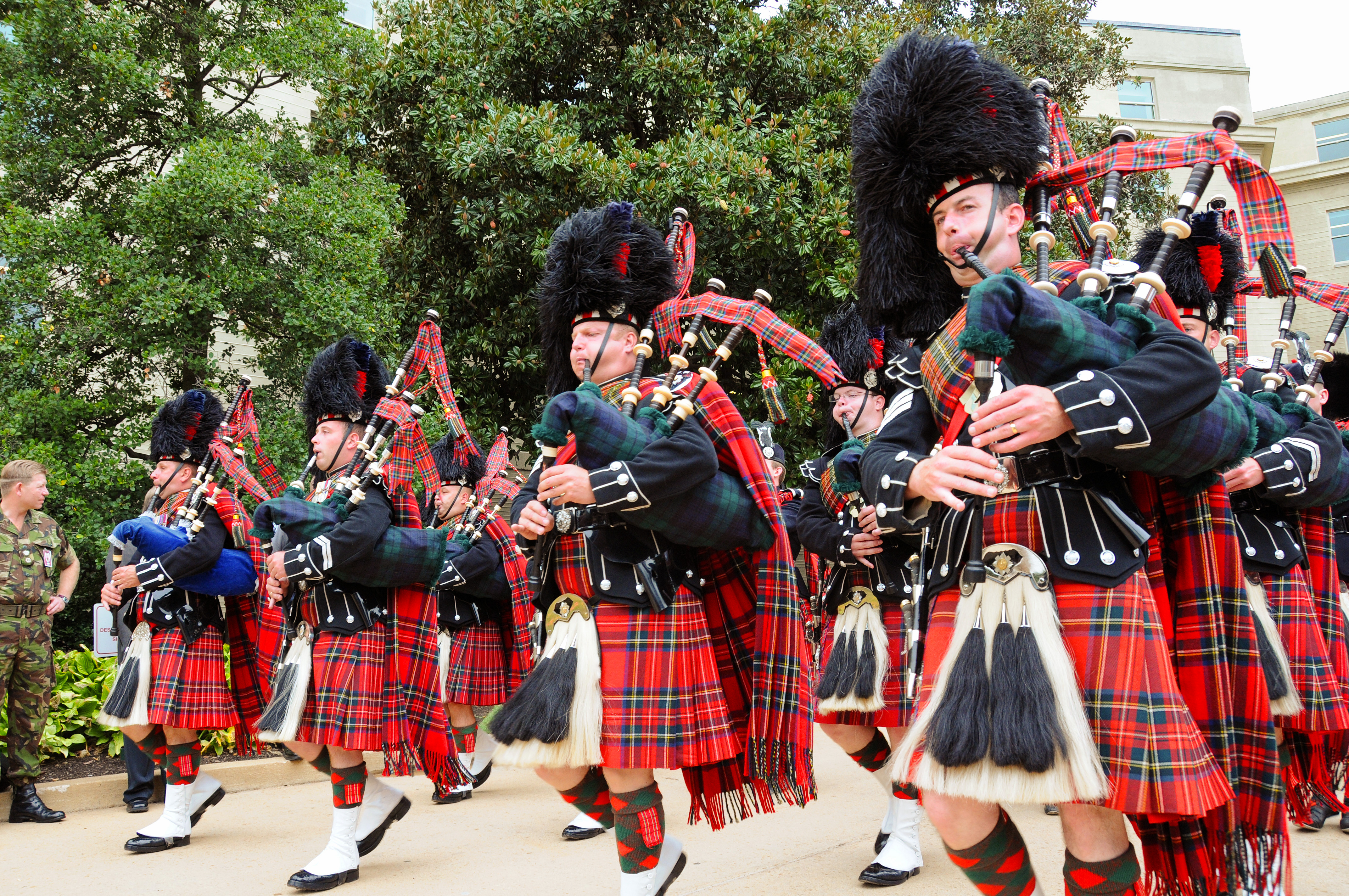
スコッツガーズ連隊パイプ隊。

スコッツガーズ(Scots Guards）の起源はコールドストリームガーズより古く、1642年3月にチャールズ1世の命令により、アーガイル侯アーチボルド・キャンベルによって創設されたマークィーズ・オブ・アーガイルズ・ロイヤル連隊 (Marquis of Argyll's Royal Regiment) である。1650年、イングランドのチャールズ皇太子（後のイングランド王チャールズ2世）がピューリタン革命によりスコットランドへ逃れ、スコットランド王位に就いたため、チャールズ2世の護衛隊 (Lyfe Guard of Foot) となる。しかし、議会派との戦いに敗れたためチャールズ2世は大陸へ亡命し、1651年連隊は解散させられた。
王政復古後の1661年、チャールズ2世によって連隊は復興され、スコッツガーズ (Scots Guards) となった。しかし、連隊の創立者アーガイル侯は議会派に与したとして同年に処刑された。この事件においては、議会派に属していたマンク将軍（後に王党派へ転向したコールドストリームガーズ連隊の創立者）に送った手紙が重要な証拠となった。
1712年に近衛歩兵第3連隊 (3rd Regiment of Foot Guards) 、1831年にスコッツ・フュージリアガーズ (Scots Fusilier Guards) と改名された後、1877年に再びスコッツガーズ (Scots Guards) となった。
ワーテルローの戦いでは、コールドストリームガーズ連隊と共に敵中に孤立しながらも、重要拠点であるウーグモン館 (Château d'Hougoumont) を守り抜いた。
正装の上着のボタンは3個ずつ3組で計9個、帽子には羽根飾りがない。ドラム隊の他にバグパイプを演奏するパイプ隊を擁する。

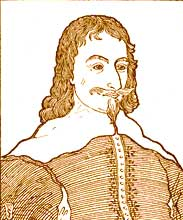
アーガイル侯アーチボルド・キャンベル
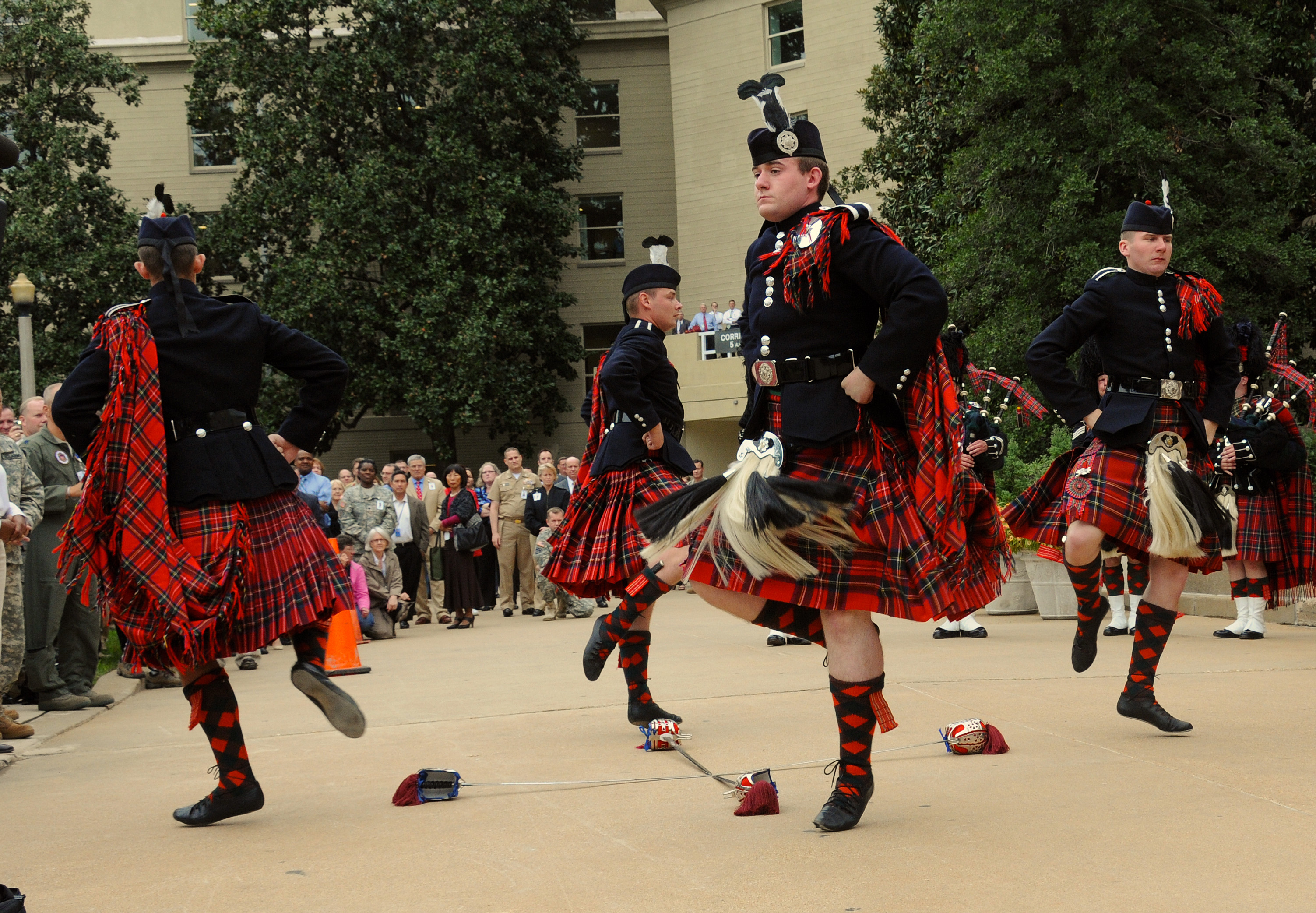
スコッツガーズパイプ隊。
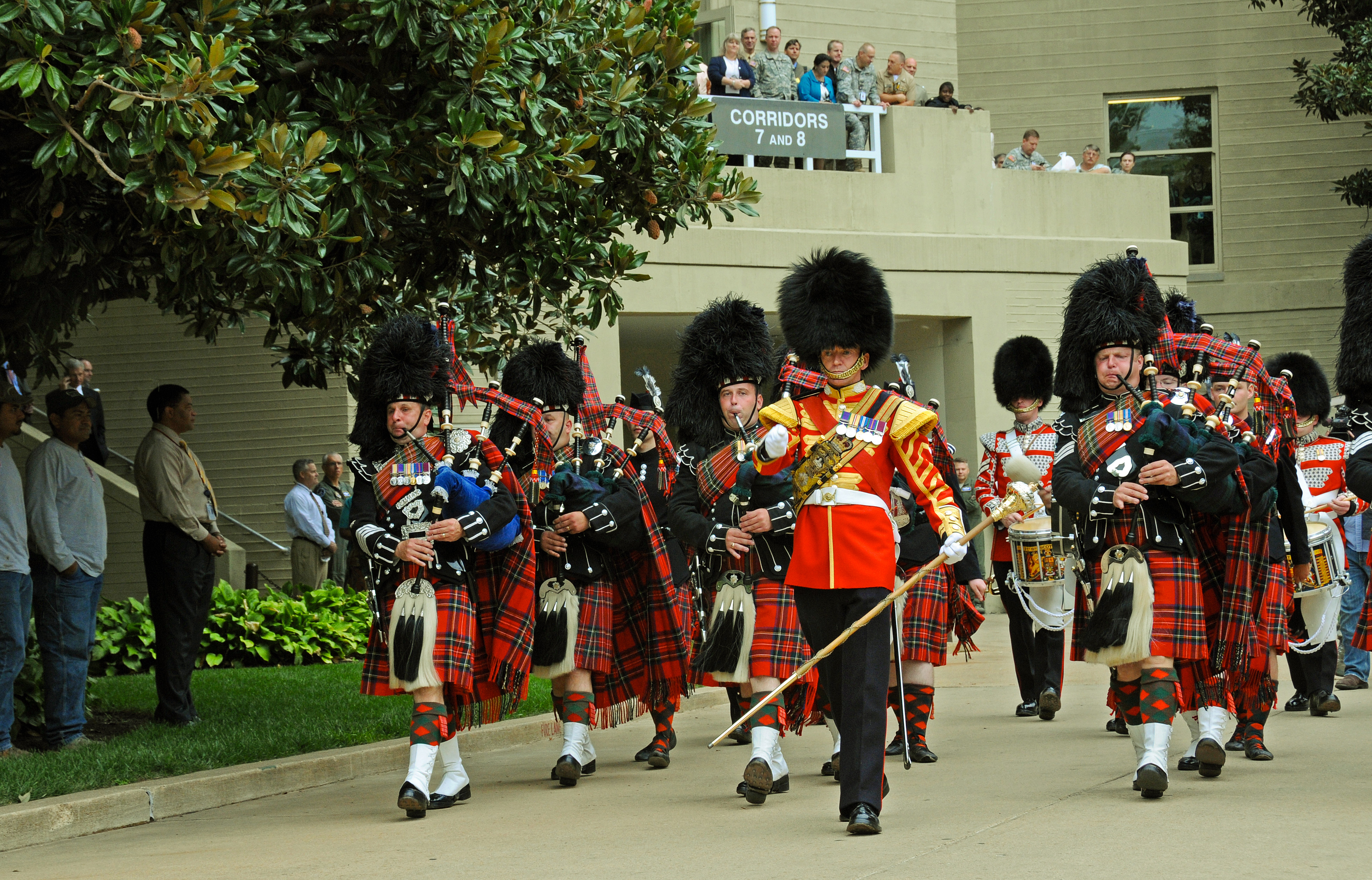
スコッツガーズのパイプ隊とドラム隊。
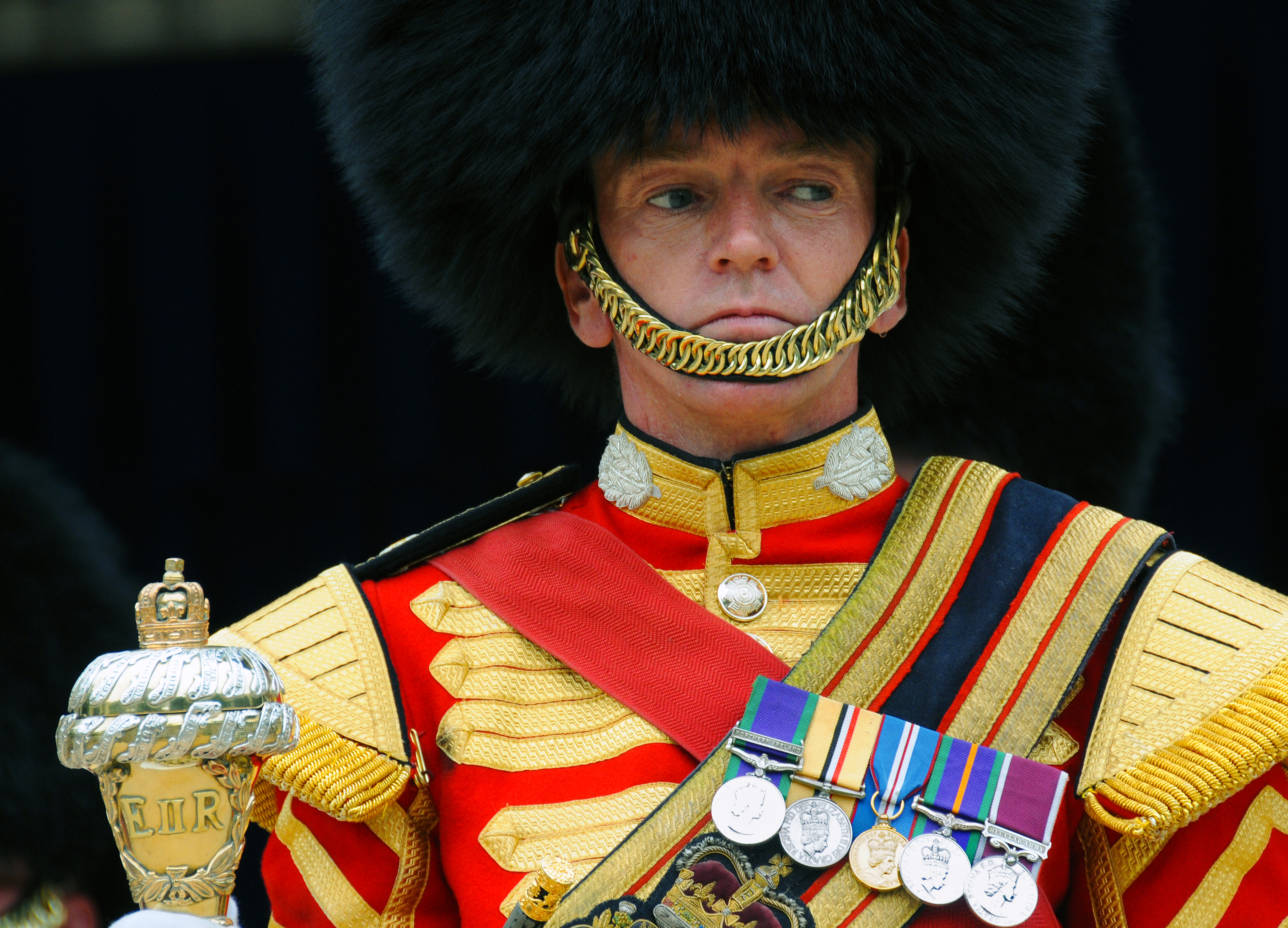
スコッツガーズのドラムメジャー。

### アイリッシュガーズ

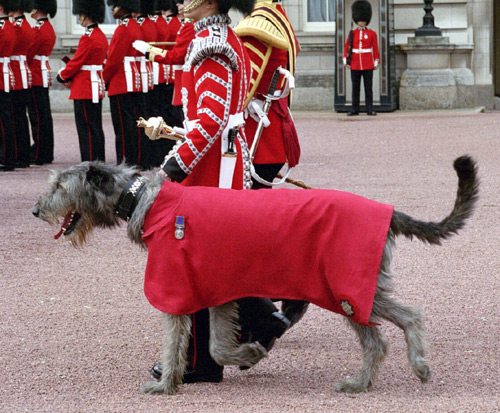
連隊マスコットのアイリッシュ・ウルフハウンド。

アイリッシュガーズ（Irish Guards）はボーア戦争におけるアイルランド人連隊の勇猛さが認められ、1900年にヴィクトリア女王により創設された。閲兵や分列行進のときにアイリッシュ・ウルフハウンドを連れている。 
第二次世界大戦マーケット・ガーデン作戦の際、英第2軍の主力である第30軍団の最先鋒の任を担った。1999年にコソボにも派遣されている。1992年まで北アイルランド警備は他のアイルランド系の部隊と同様に免除されていたが、軍縮によりローテーションが厳しくなったため、北アイルランド警備のローテーションにも組み入られるようになった。
正装の上着のボタンは4個ずつ2組で計8個、帽子の羽根飾りは右側に青。ドラム隊の他にバグパイプを演奏するパイプ隊を擁する。

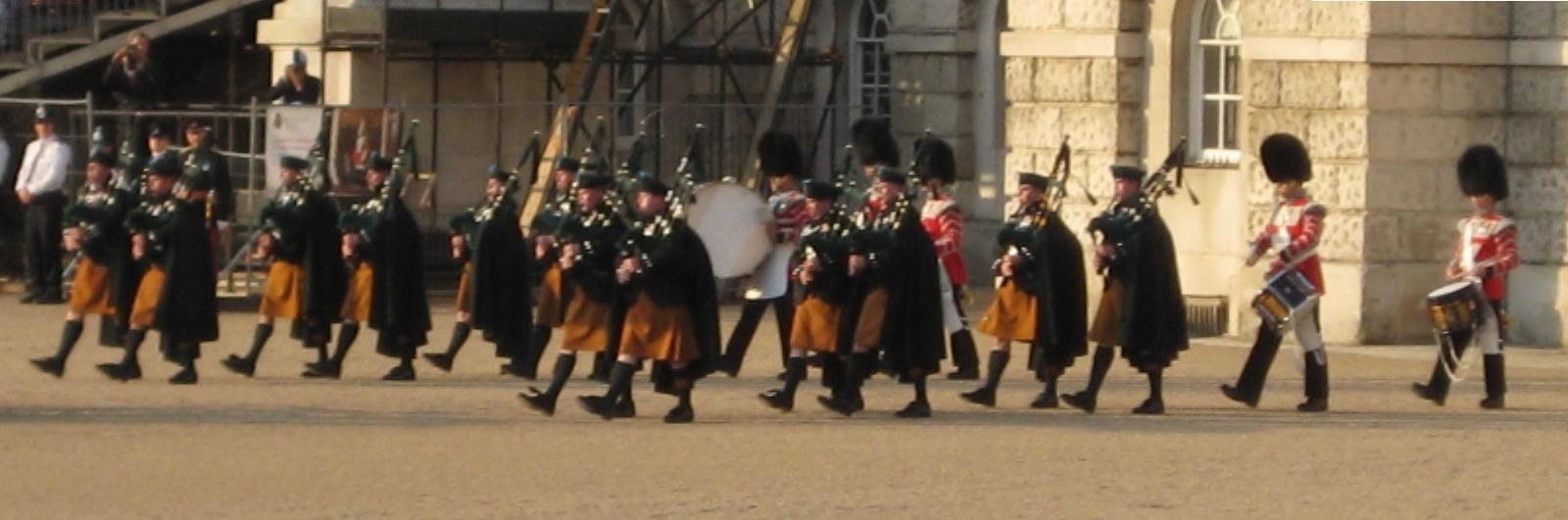
アイリッシュガーズ連隊のパイプ隊とドラム隊。

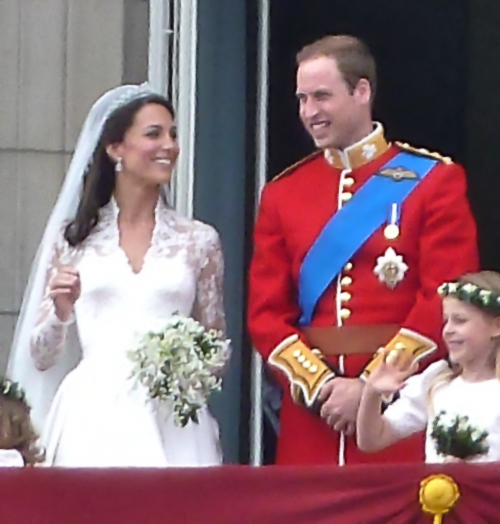
アイリッシュガーズ連隊長の制服を着用したケンブリッジ公爵ウィリアム王子。

2011年からは、ケンブリッジ公爵ウィリアム王子が連隊長を務めている。

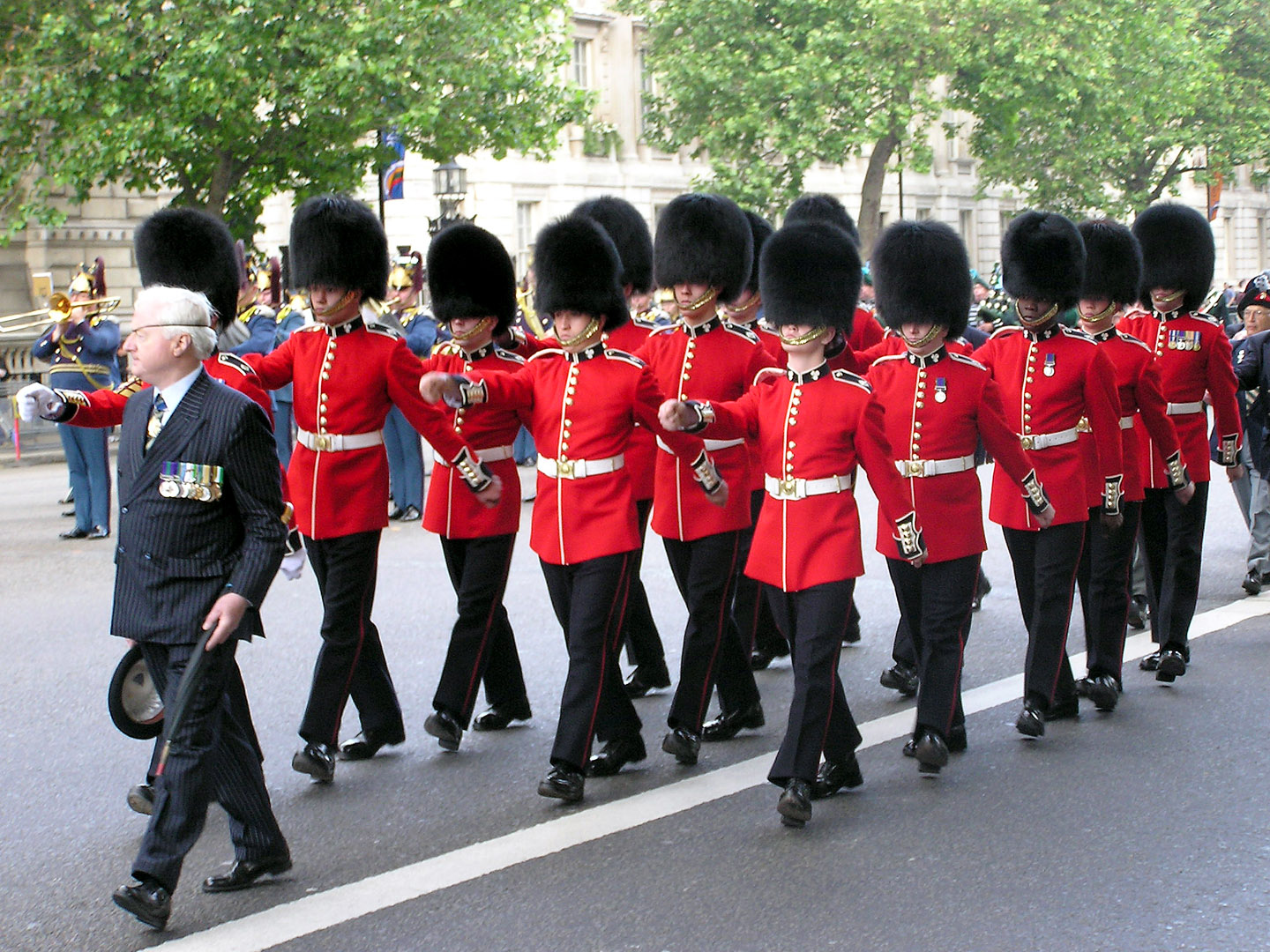
アイリッシュガーズ連隊兵士。2005年6月12日撮影。

### ウェルシュガーズ

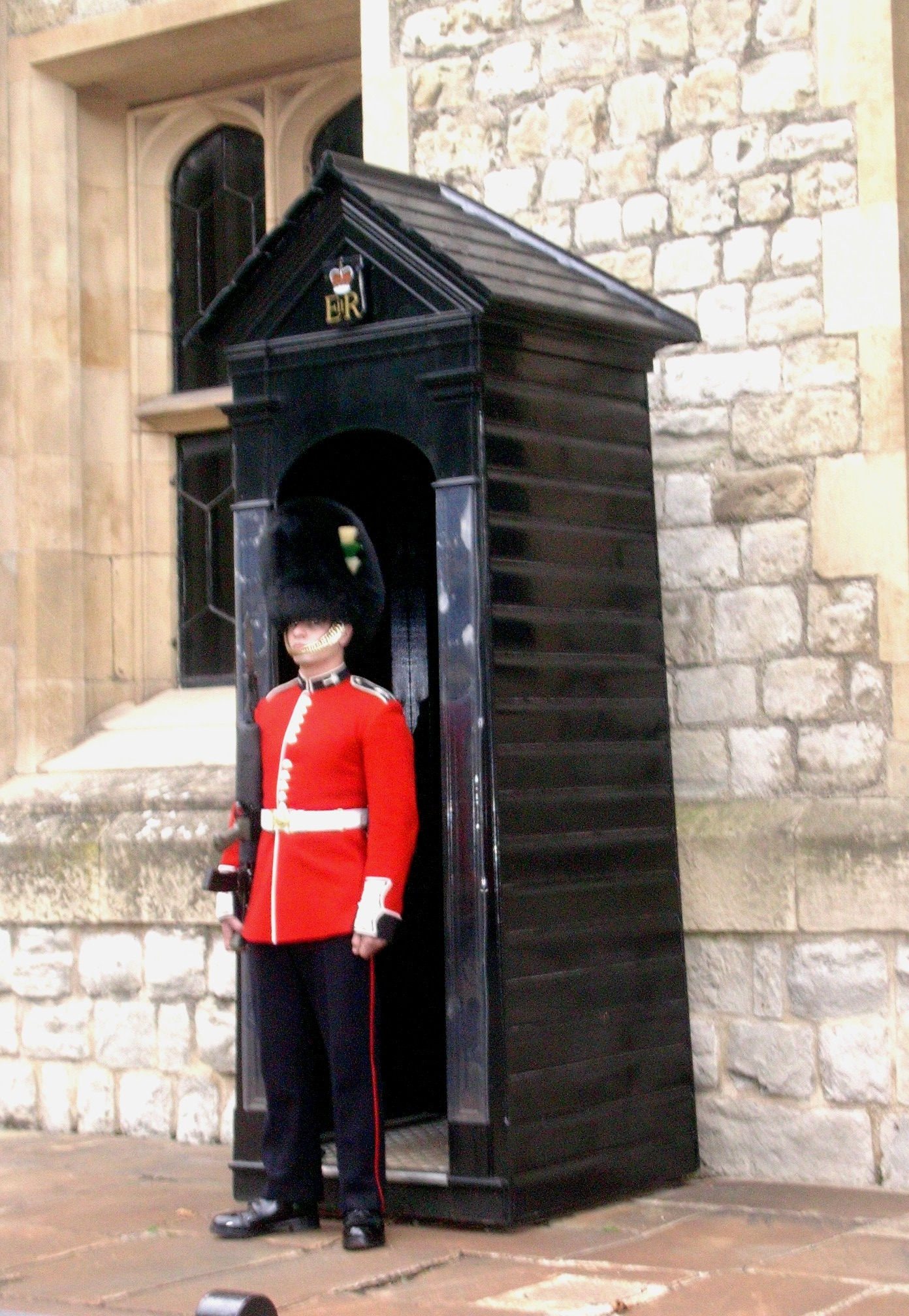
衛兵勤務中のウェルシュガーズ連隊員

ウェルシュガーズ（Welsh Guards）は「ウェールズ人の近衛連隊も作るべき」という理由から、1915年ジョージ5世 により創立された。第一次世界大戦の最中であったため、設立から半年後にはフランスに派遣されている。第二次世界大戦開始時にはイギリス海外派遣軍 (BEF) に属し、アラスの戦い及びダンケルクの戦いにも参加した。アラスの戦いでは第1大隊輸送小隊長がヴィクトリア十字章を受章した。
最近ではフォークランド紛争に派遣された。
正装の上着のボタンは5個ずつ2組で計10個、帽子の羽根飾りは左側に白と緑。

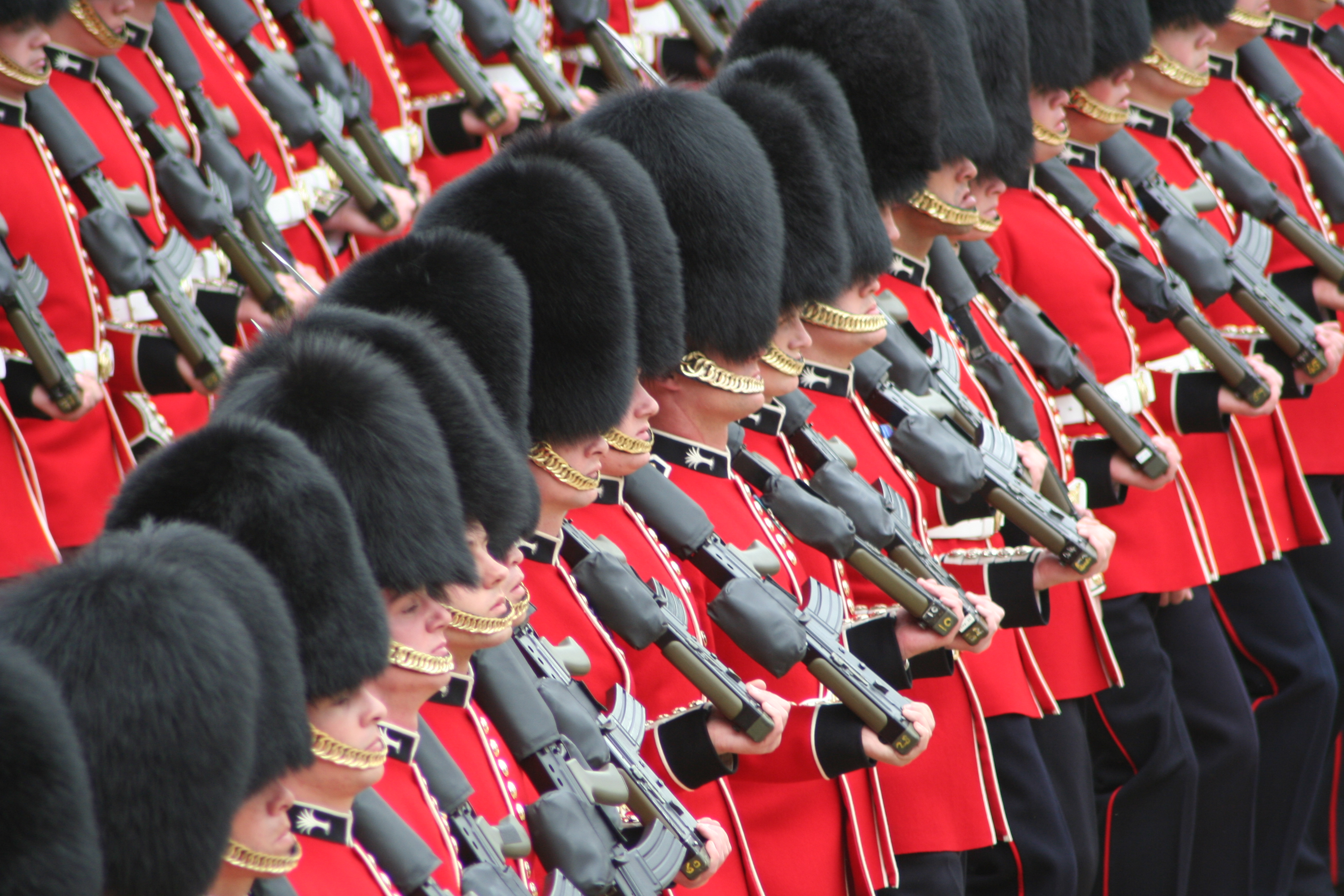
トゥルーピング・ザ・カラーのウェルシュガーズ連隊
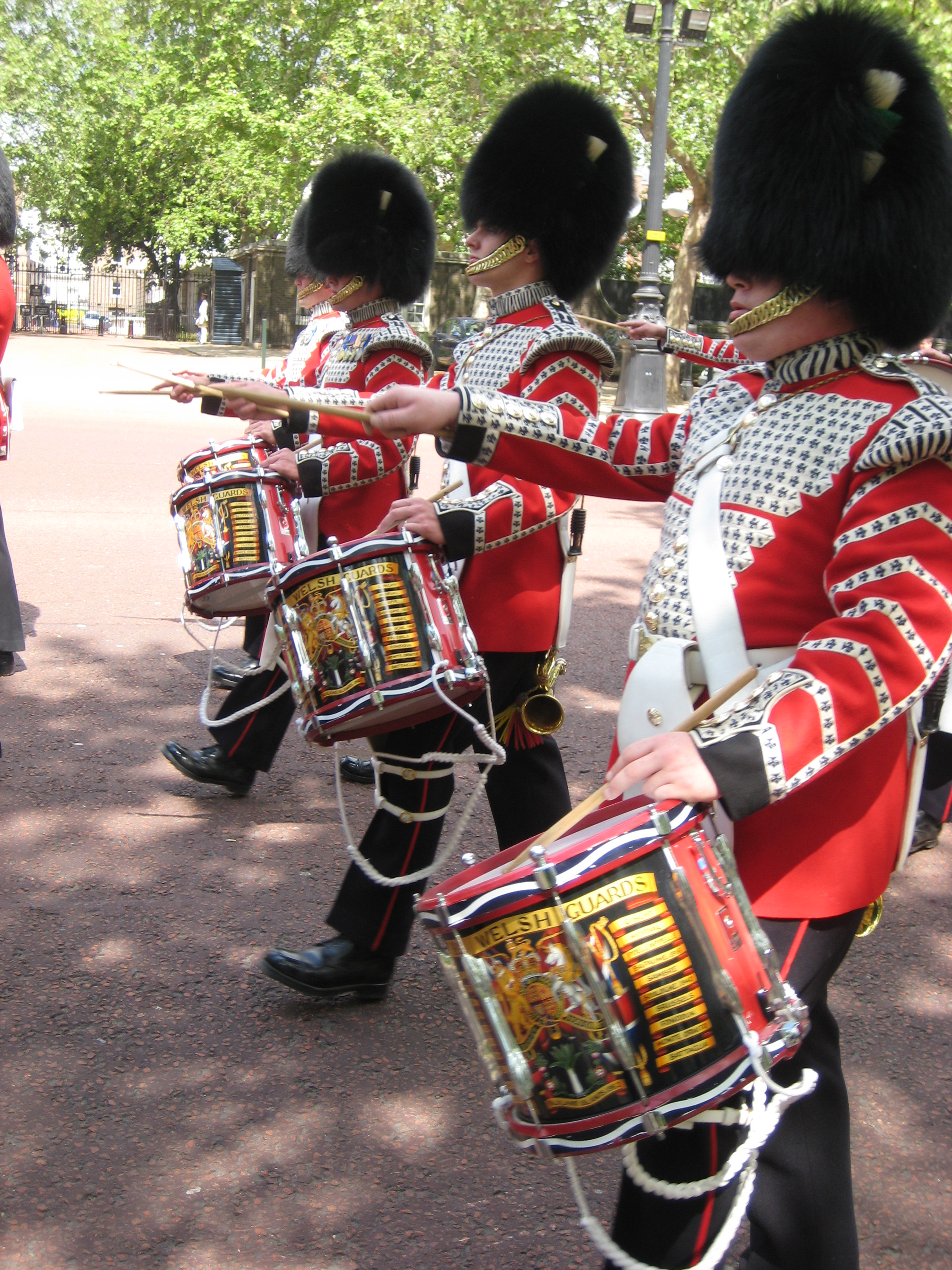
ウェルシュガーズドラム隊

## 王立騎馬砲兵

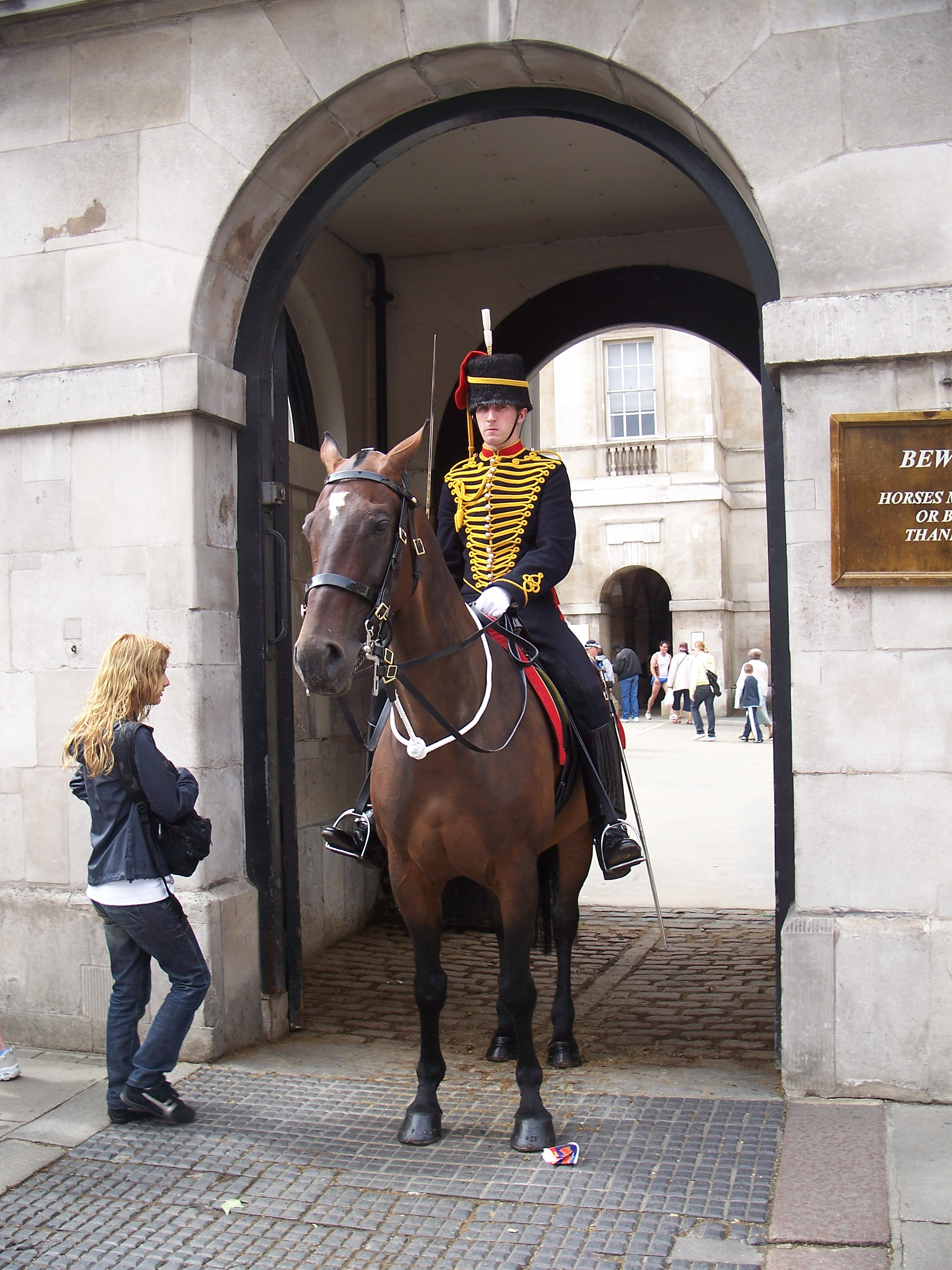
衛兵勤務に就く王立騎馬砲兵・国王中隊

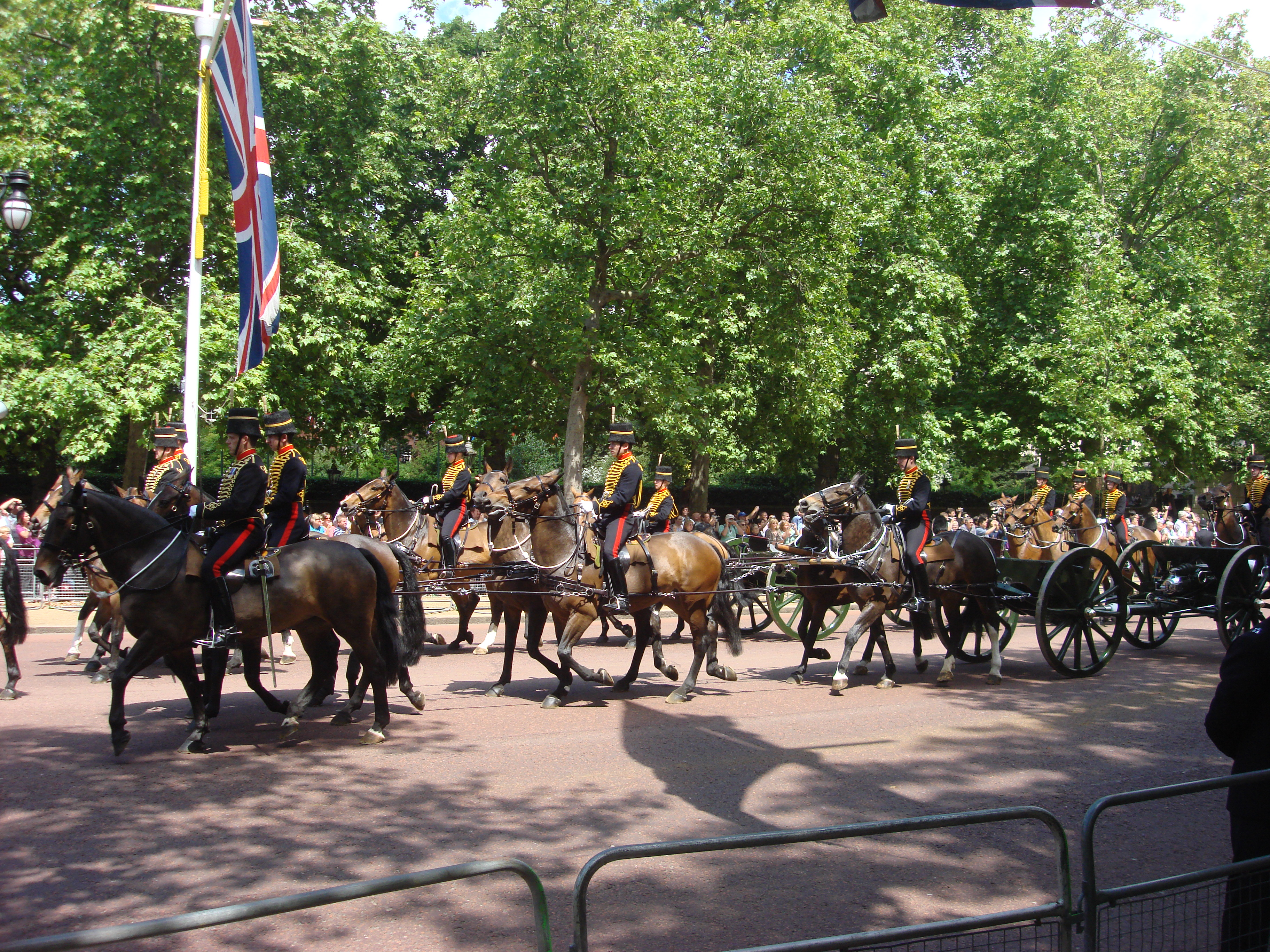
砲を牽いて行進する王立騎馬砲兵・国王中隊。

王立騎馬砲兵（Royal Horse Artillery）は1793年、軽竜騎兵部隊と行動を共にする砲兵として、王立砲兵（Royal Artillery）麾下に2個中隊で編成された。ナポレオン戦争時にはロケット中隊等が増設されたが、これらの部隊は戦後の1816年に廃止された。1855年に騎馬旅団へ再編された。現在は実戦部隊3個連隊と乗馬部隊の王立騎馬砲兵・国王中隊から成る。

### 王立騎馬砲兵・国王中隊
王立騎馬砲兵・国王中隊 (King's Troop, Royal Horse Artillery) は王室騎兵に代わって乗馬による衛兵勤務をする他、国葬の際には棺を乗せた馬車を引くというこの部隊独自の任務もある。（en:State funeral#United Kingdomを参照）
使用する馬はアイルランド輓馬 (Irish Draught) の鹿毛、青鹿毛あるいは青毛であり、国葬の際には青毛が使用される。

### 実戦部隊
AS-90 155mm自走榴弾砲装備
- 第1騎馬砲兵連隊（1st Regiment Royal Horse Artillery）
- 第3騎馬砲兵連隊（3rd  Regiment Royal Horse Artillery）

L118 105mm榴弾砲装備
- 第7落下傘騎馬砲兵連隊（7th Parachute Regiment Royal Horse Artillery）

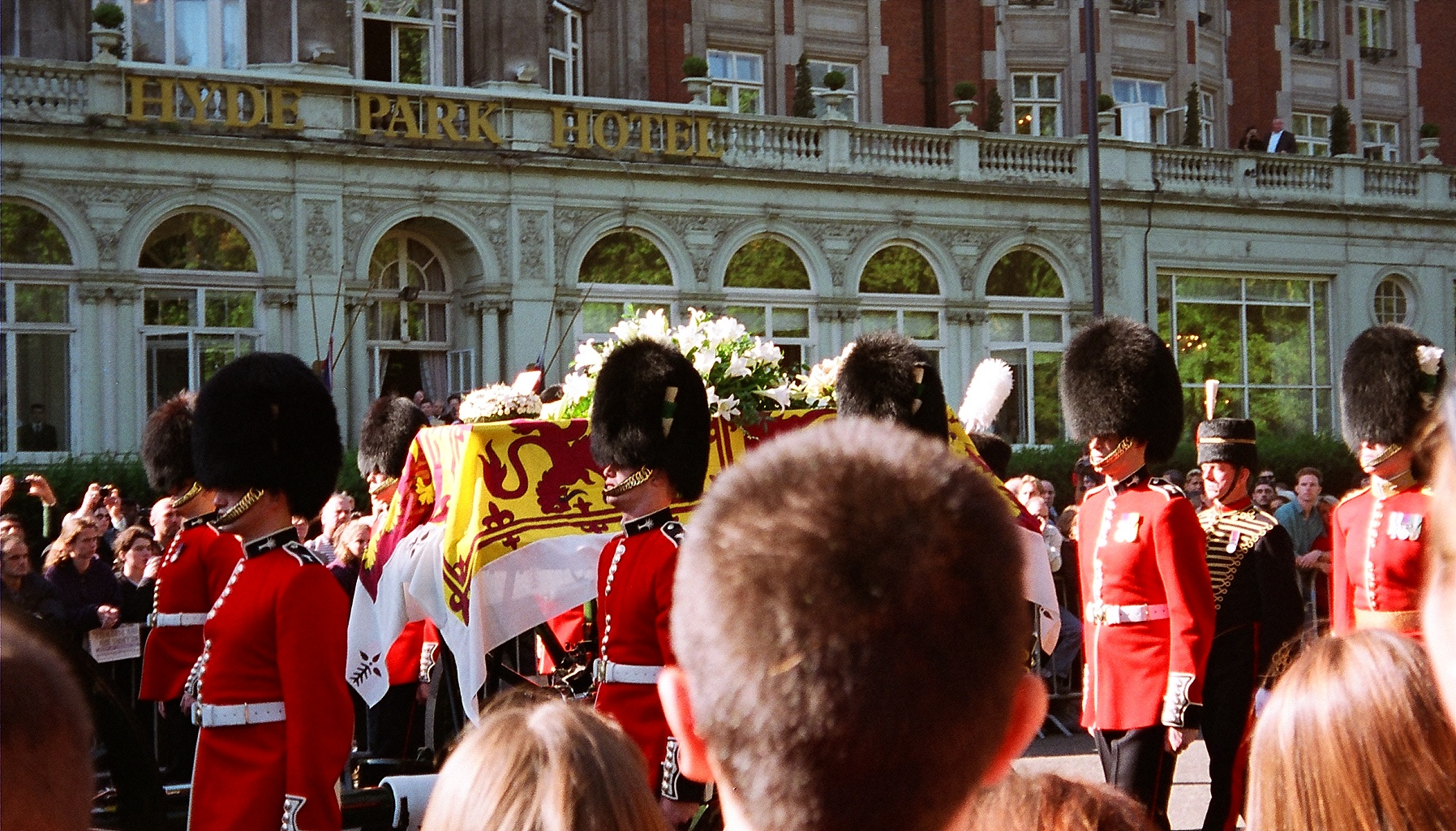
ウェールズ大公妃ダイアナの棺を護衛するウェルシュガーズ連隊と王立騎馬砲兵・国王中隊
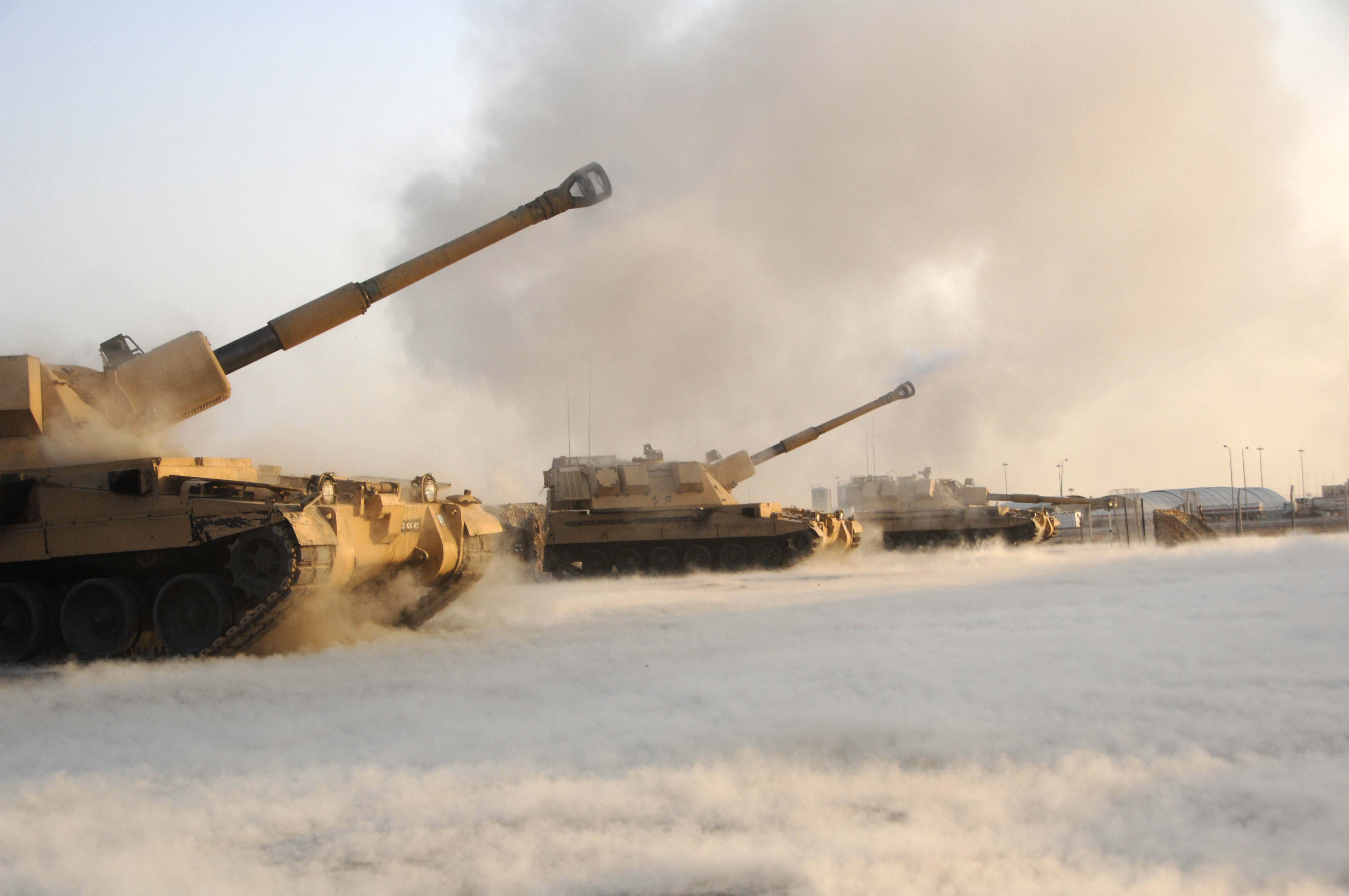
第3騎馬砲兵連隊のAS-90。

## ソブリンズボディーガード
君主の（Sovereign's）直接の警護をおこなう（en:Sovereign's Bodyguard）。現在ではイギリス軍のなかでも実績のある退役軍人等が任命される名誉職であり、任務は純粋な儀仗のみで実戦配備されることはない。

### ヨーマン・オブ・ザ・ガード

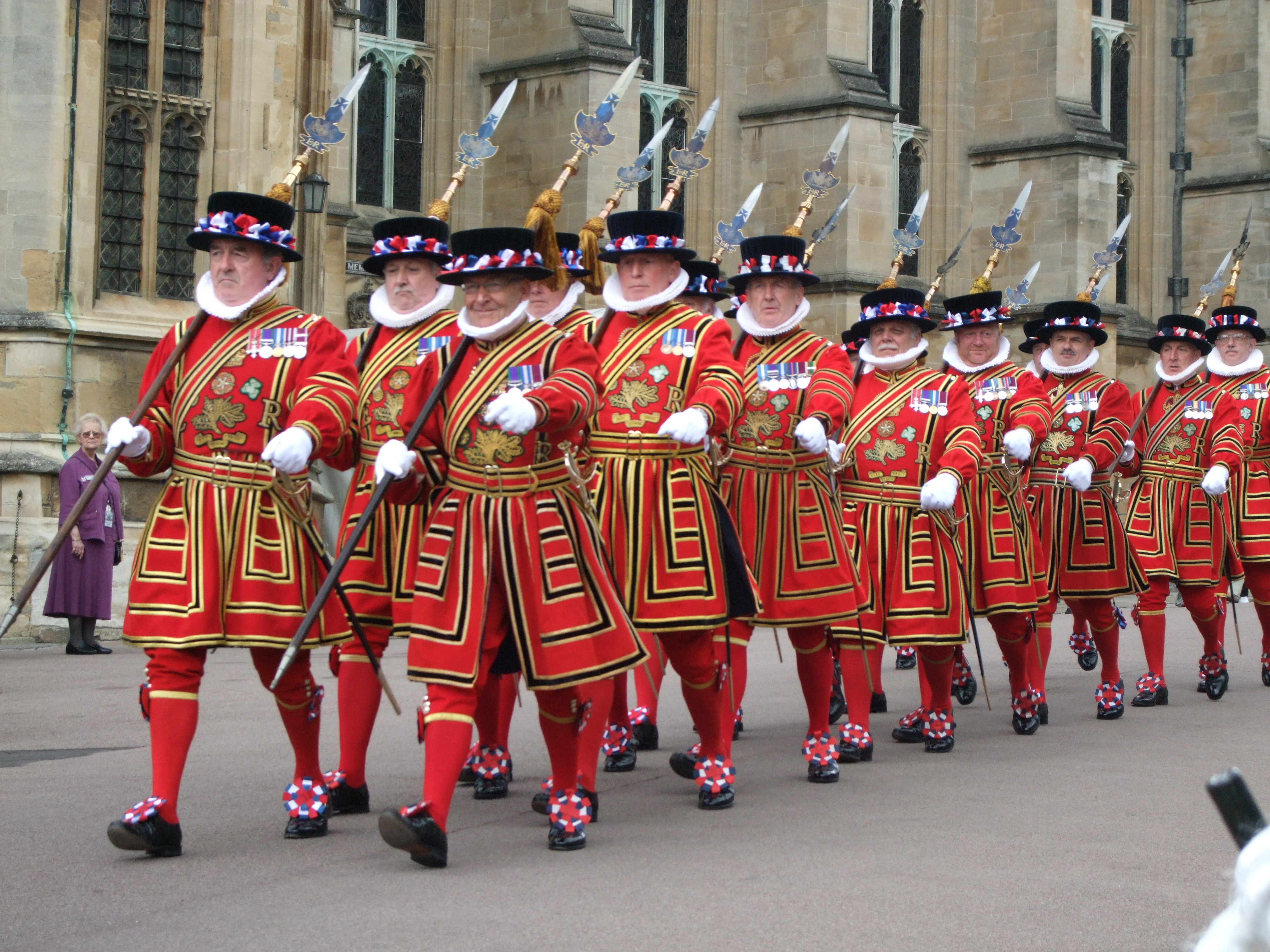
ヨーマン・オブ・ザ・ガード

ヨーマン・オブ・ザ・ガード（King's Body Guard of the Yeomen of the Guard）はイングランド国王ヘンリー7世によって1485年に設立された。
衛兵に選抜されるには、陸軍、空軍、海兵隊の上級下士官（軍曹以上）であり、最低22年の軍歴と善行章を受けていること等の条件がある。海軍出身者はなることが出来ない（後にヨーマン・ウォーダーズには入隊できるようになった）。
ロンドン塔の衛兵隊である『ヨーマン・ウォーダーズ（The Yeomen Warders / 通称ビーフィーター）』と混同されることが多い。正装も酷似しているが、襷の有無が識別点である。この襷はヨーマン・オブ・ザ・ガードが国王に随伴する際銃を携帯していたため、その負い革の名残である。そのため、ヨーマン・ウォーダーズの正装にはない。
武装としてパルチザン（写真で各人が持っている槍状武器）とサーベルが与えられている。

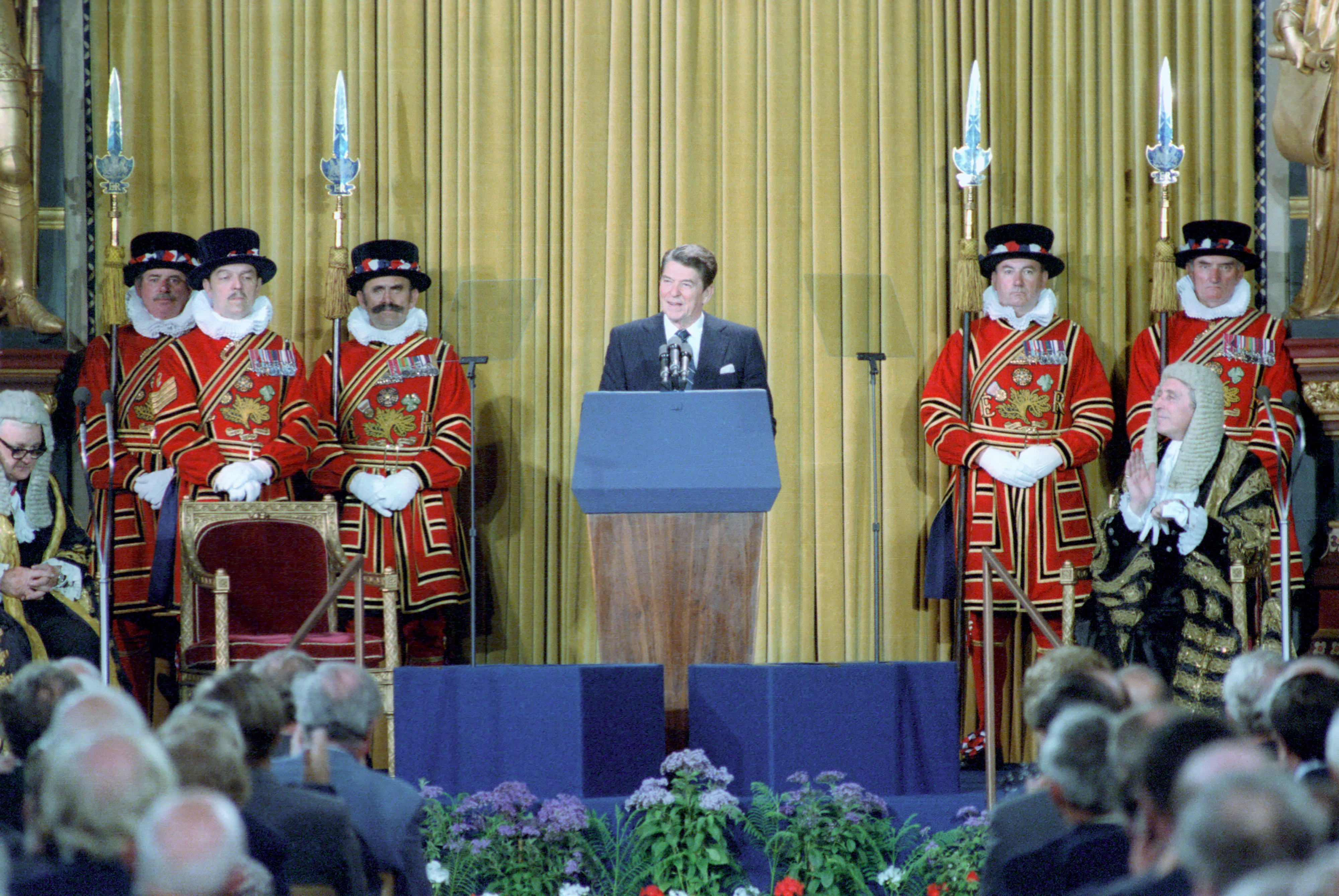
国会の衛視を務めるヨーマン・オブ・ザ・ガード

### ジェントルマン・アット・アームス

ジェントルマン・アット・アームスの徽章

ジェントルマン・アット・アームス （His Majesty's Bodyguard of the Honourable Corps of Gentlemen at Arms）は功績のあった軍人が任命され、儀式の際に国王・女王を護衛する名誉職。ヨーマン・オブ・ザ・ガードが海軍以外の下士官から選抜されるのに対し、海軍を含む将校から任命される。
1509年ヘンリー8世 により創立。正装は19世紀初めの竜騎兵将校の服装に準じたものが使用されている。

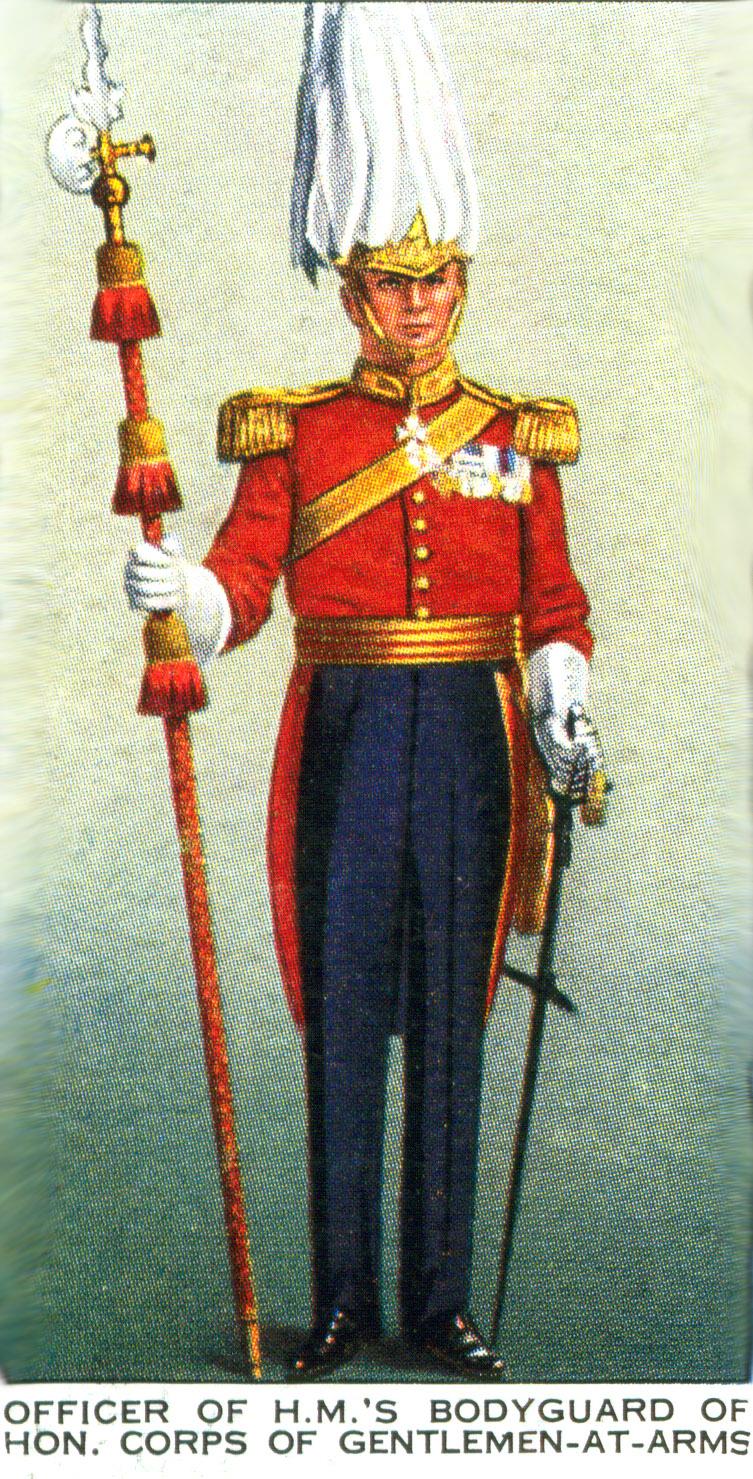
ジェントルマン・アット・アームス

### ロイヤル・カンパニー・オブ・アーチャーズ

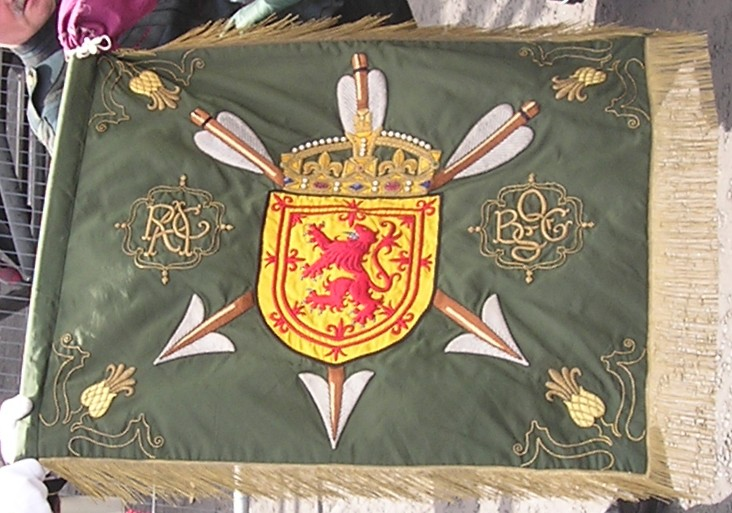
ロイヤル・カンパニー・オブ・アーチャーズの旗。

ロイヤル・カンパニー・オブ・アーチャーズ（Royal Company of Archers, The King's Bodyguard for Scotland ）はスコットランドにおける儀式の際に国王・女王を護衛する名誉職。1676年私的なアーチェリークラブとして発足し、1703年再建。ジョージ4世時代の1822年より護衛任務に就く。
入隊資格はスコットランド人若しくはスコットランドと繋がりが深い人物であること。選挙により選ばれる。

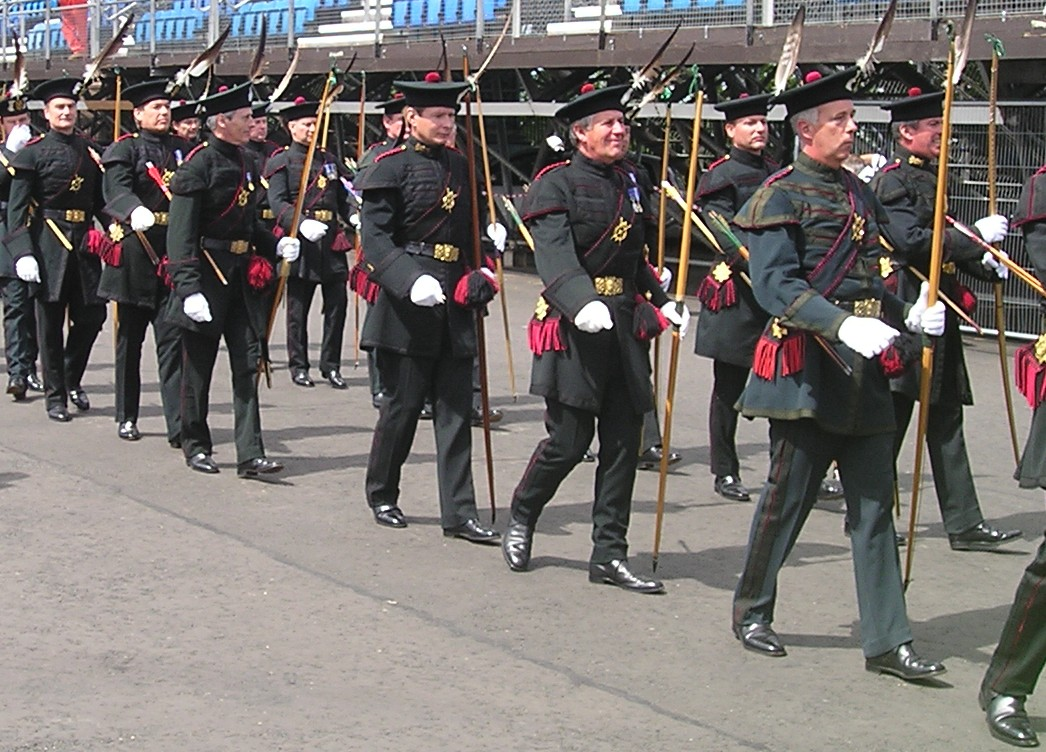
ロイヤル・カンパニー・オブ・アーチャーズ